# Història de les cúpules perses

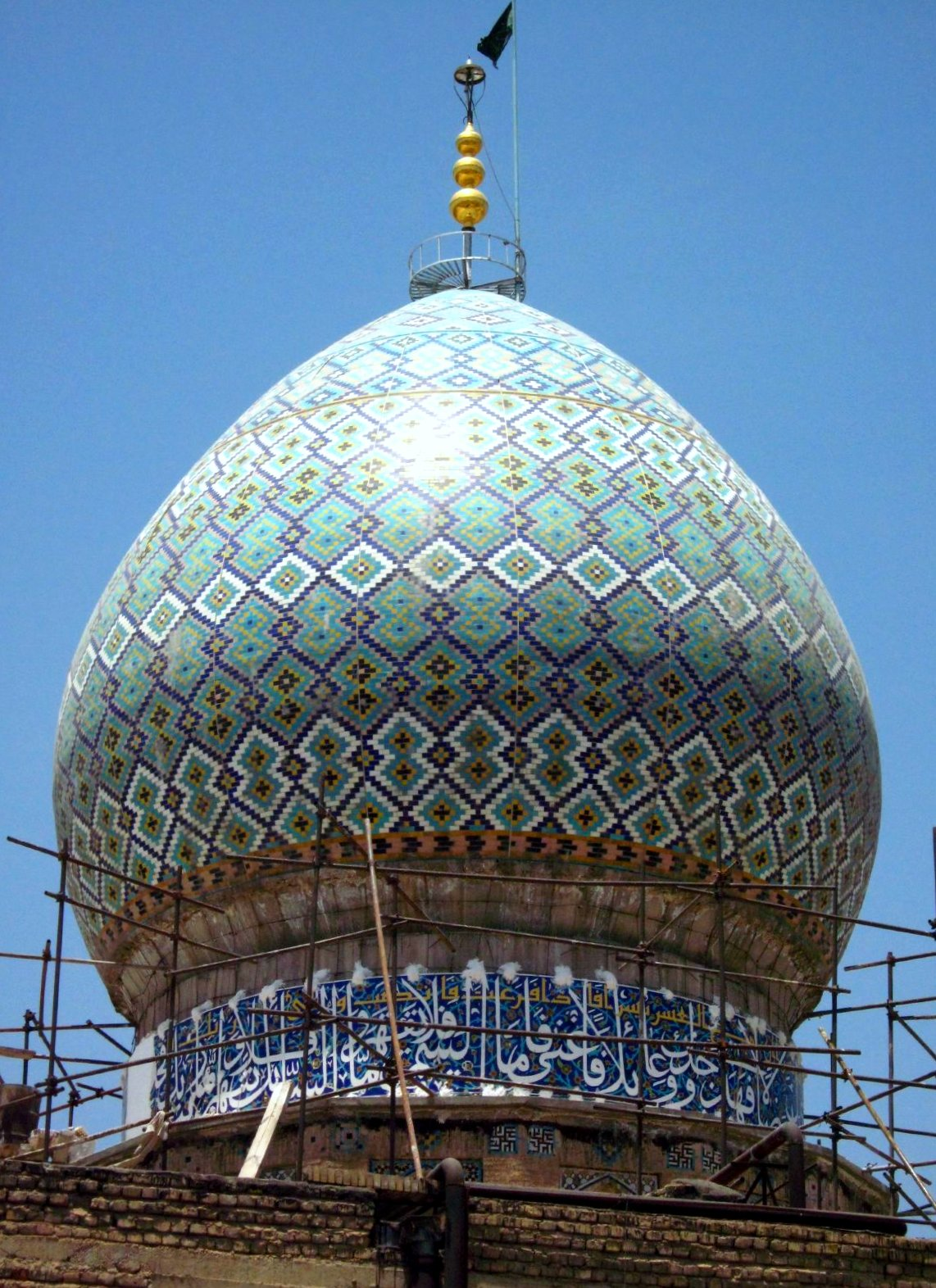
Cúpula de la Tomba de l'Emir Alí, Siraz, l'Iran

Les cúpules perses o cúpules iranianes tenen un origen antic i una història que s'estén fins a l'època actual. La utilització de cúpules en l'antiga Mesopotàmia és present en tots els imperis que van governar la regió del Gran Iran.(1)
L'antiga tradició de cobrir les audiències reials amb tendes en forma de carpa que representaven els cels derivà en la utilització de cúpules monumentals fetes de pedra i rajola. Això fou possible gràcies a la invenció de la trompa, un element estructural que permetia la transició des de la base circular de les pesades cúpules fins als massissos murs de suport dels recintes, normalment quadrats (i també octogonals). Les cúpules remataven les cobertes dels palaus reials, fortaleses i temples, entre altres edificis.
Amb la introducció de l'Islam en el segle VII, l'arquitectura de les mesquites i mausoleus adoptà i eixamplà aquest element. Les innovacions estructurals s'hi succeïren, amb l'ús de cúpules apuntades, de tambors, de sostres cònics, de clovelles dobles i triples, i l'ús de mocàrabs o muqarba, i de formes bulboses. Per a decorar tant l'exterior com les superfícies interiors es feren servir patrons decoratius de rajola, costelles entrellaçades, guixos pintats i colorits mosaics de taulells.

## Visió general

Cúpules de l'època de l'imperi sassànida (224-651)
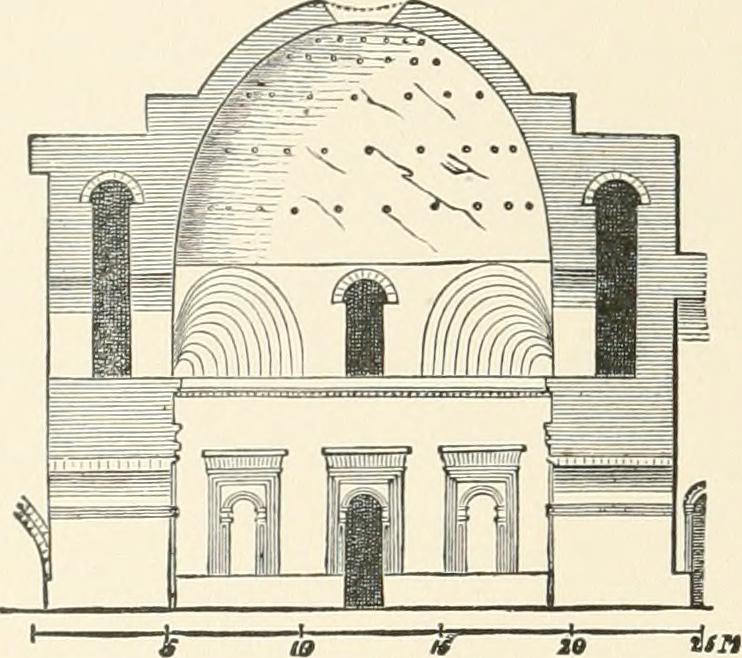
La cúpula restaurada del Palau d'Artaxerxes
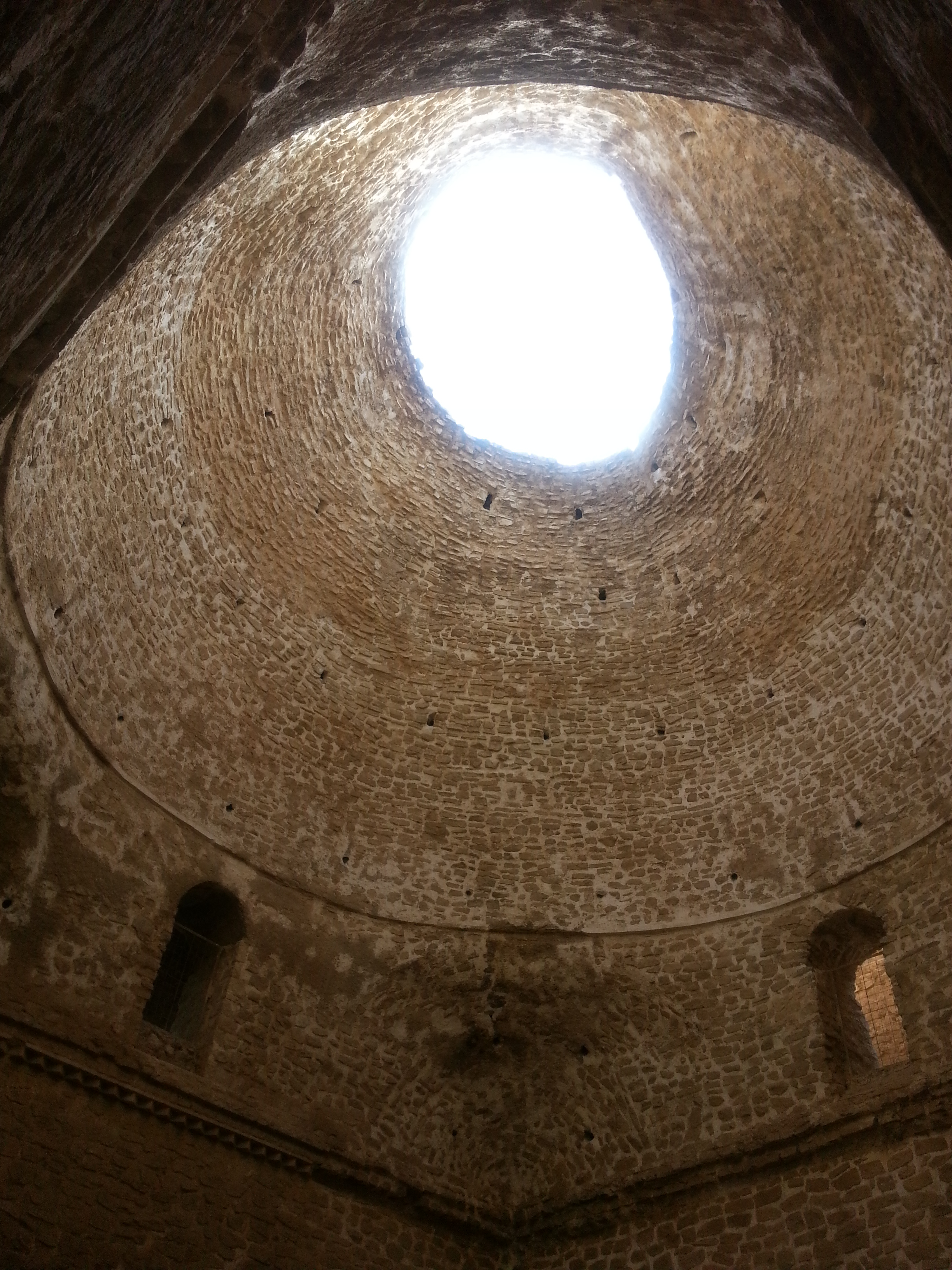
Òcul d'una cúpula del Palau d'Artaxerxes
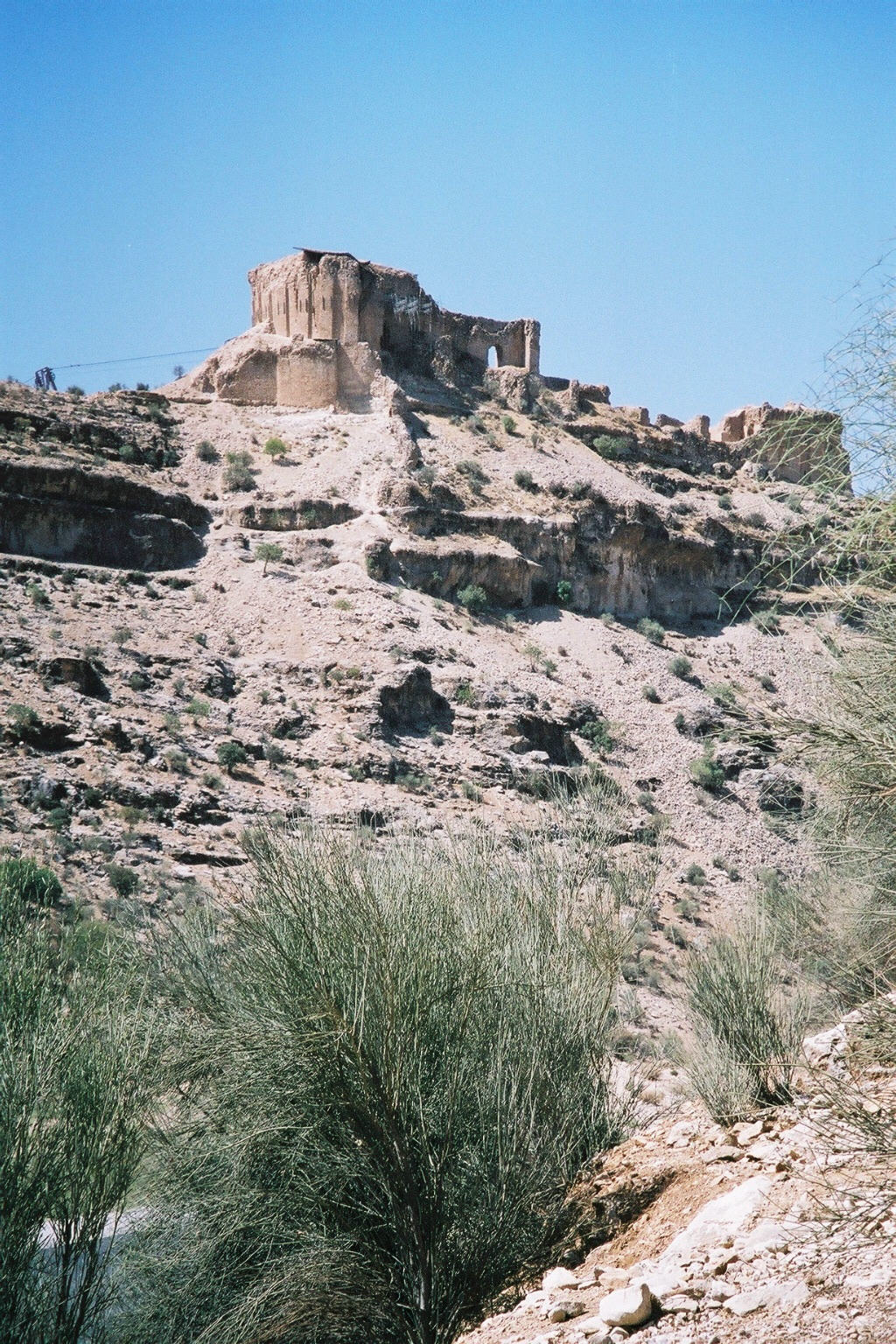
Ghal-e Doktar
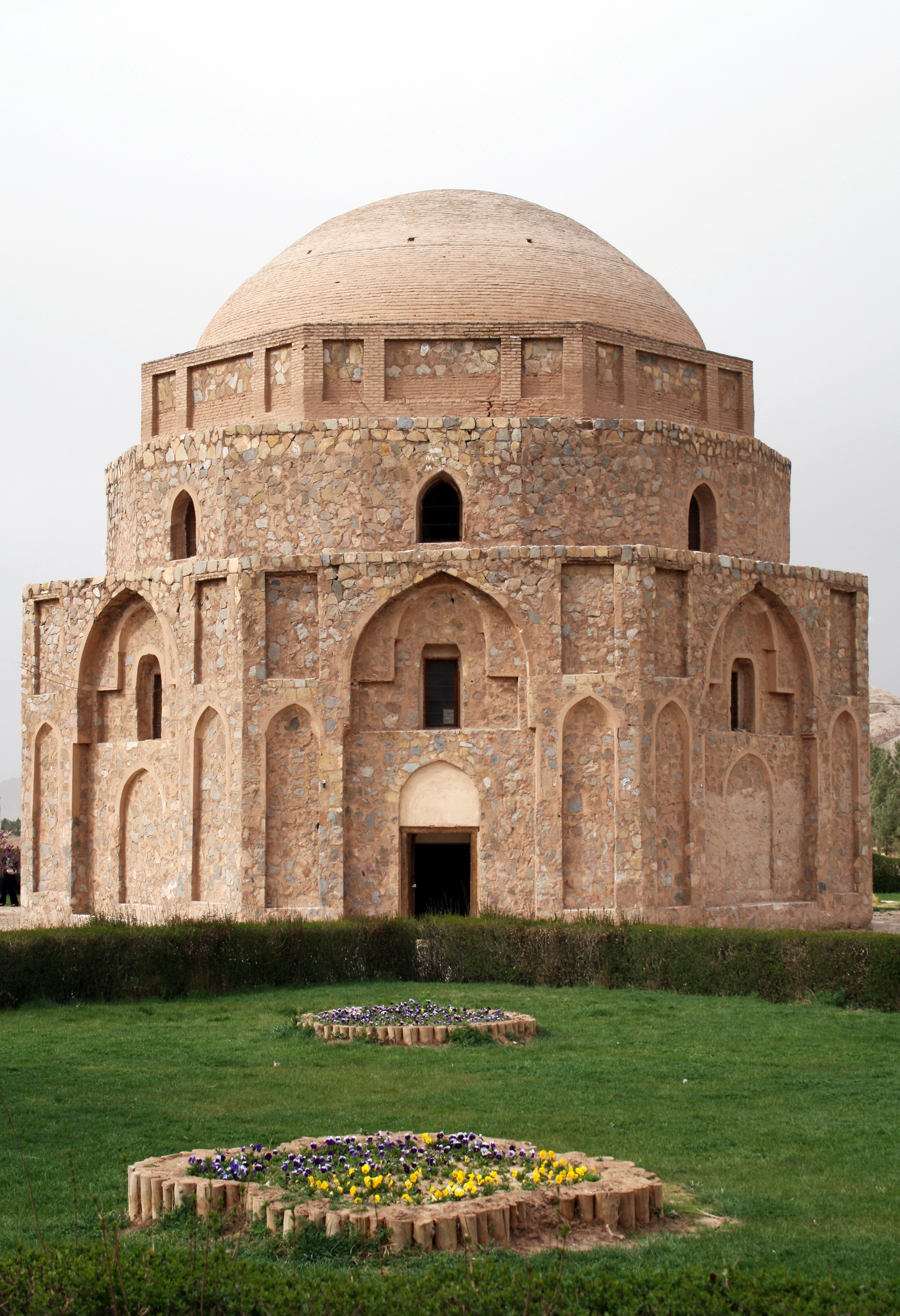
Jabaliyeh

Les cúpules perses de les distintes èpoques històriques es distingeixen per la manera de realitzar la transició de les estructures de suport a la base circular de la cúpula: trompes, petxines o suports són elements que en fan la transició. Els tambors, després de l'etapa de l'Il-kanat, tendien a ser-hi molt semblants i amb una alçada mitjana de 30 a 35 m des del terra, i s'hi disposaven els buits. Els embolcalls interns podien ser semicirculars, semielíptics, punxeguts o en forma de platet. La capa de fora d'una cúpula persa reduïa el volum 25 o 30 graus des de la base. Les cobertes de fora podien ser semicirculars, semielíptiques, apuntades, còniques o bulboses, i aquesta forma externa s'empra per a classificar-les. Les cúpules apuntades es poden subcategoritzar com de perfil poc profund, mitjà o afilat, i en cúpules bulboses. Les cúpules dobles feien servir reforços interns amb muntants de fusta entre totes dues fulles, tret de les de clovelles còniques externes.

## Període preislàmic

Cúpules de l'època de l'Imperi sassànida (224-651)
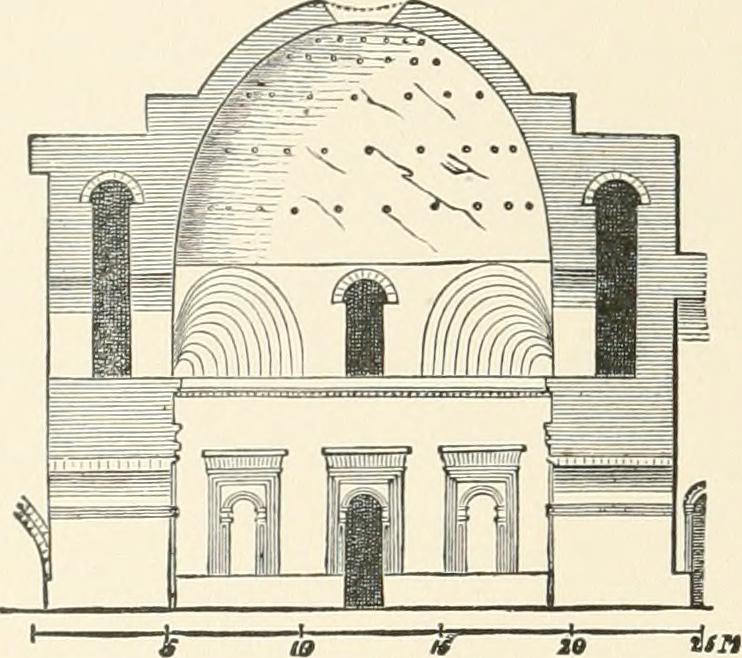
La cúpula restaurada del Palau d'Artaxerxes
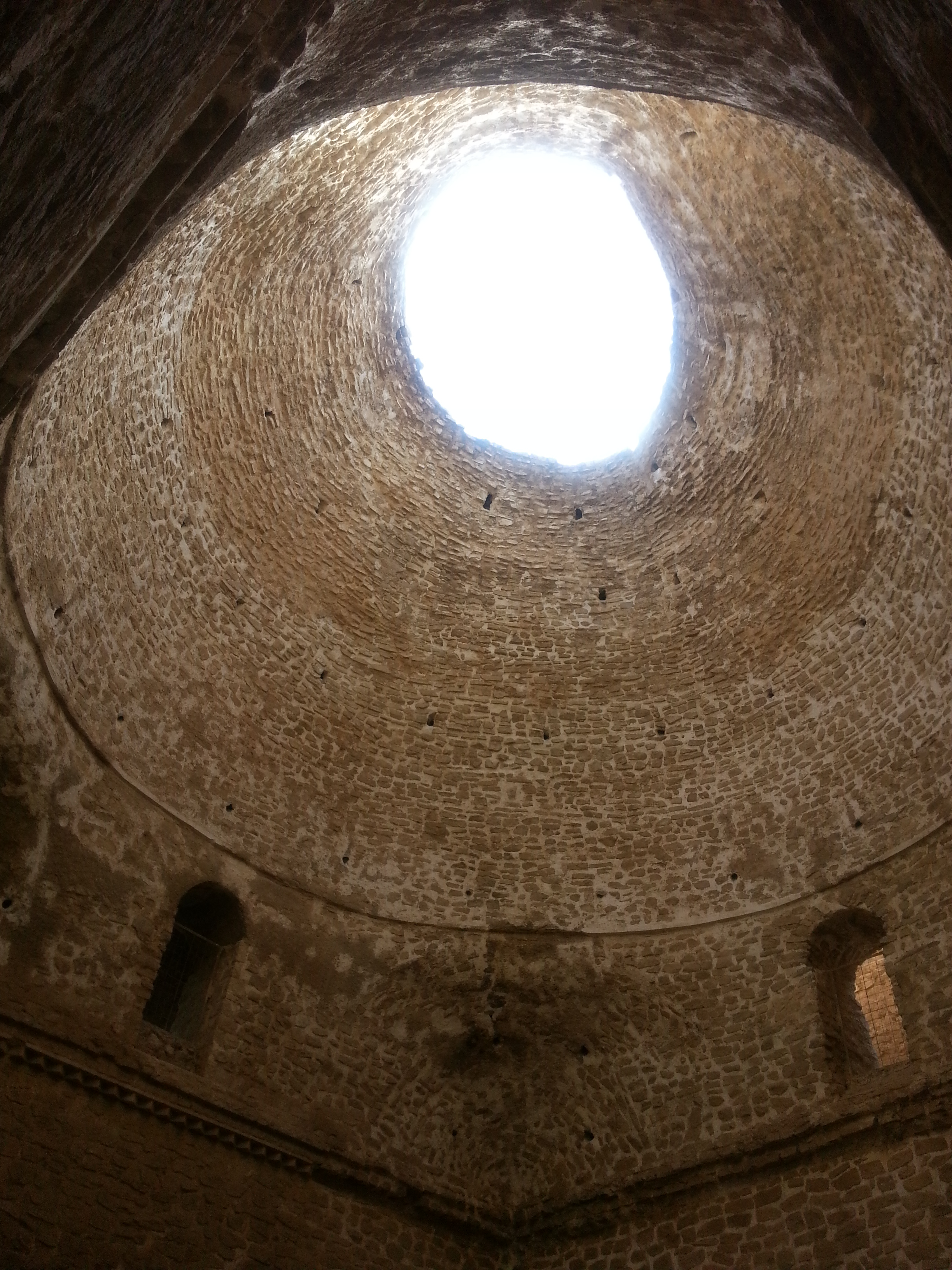
Òcul d'una cúpula del Palau d'Artaxerxes
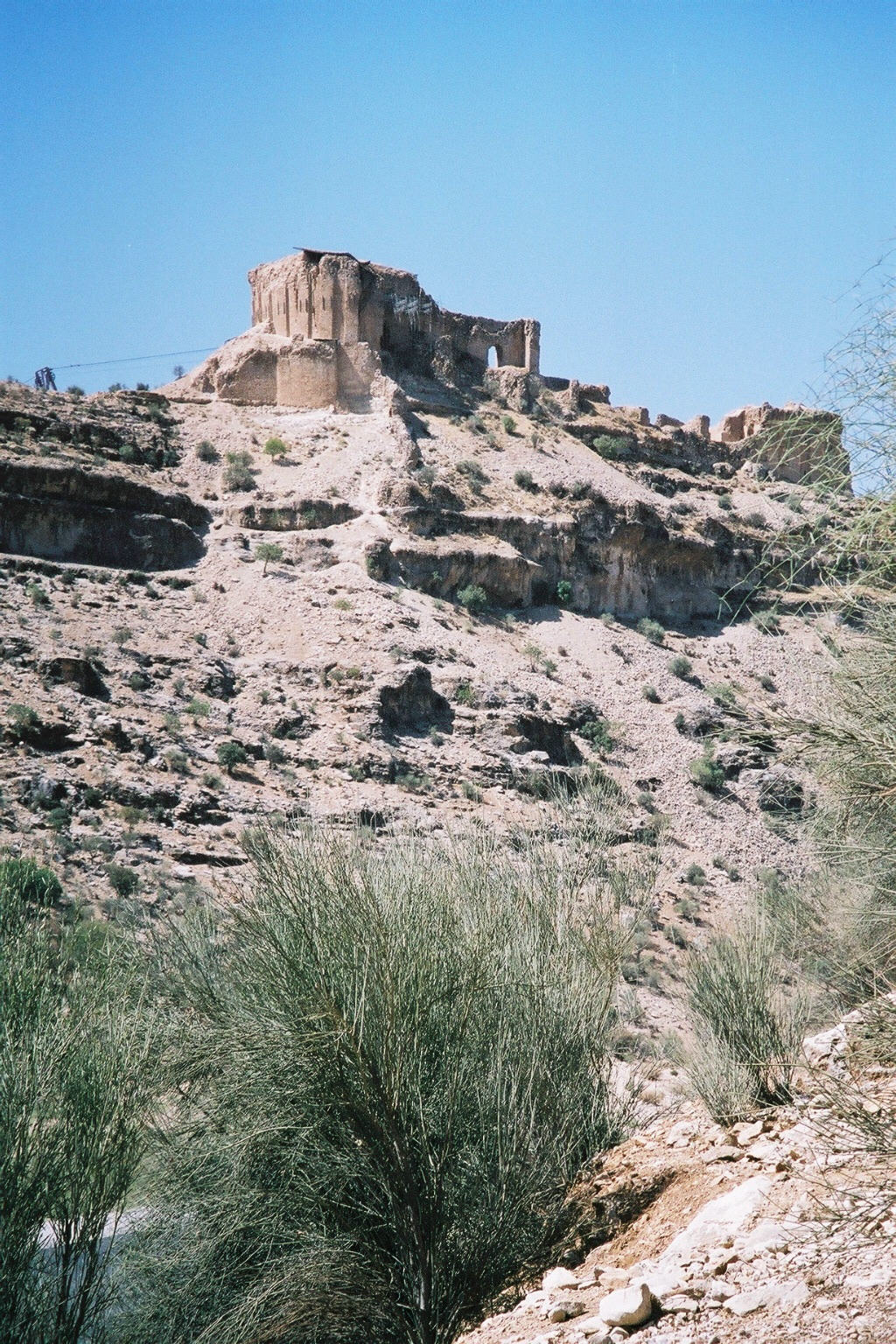
Ghal-e Doktar
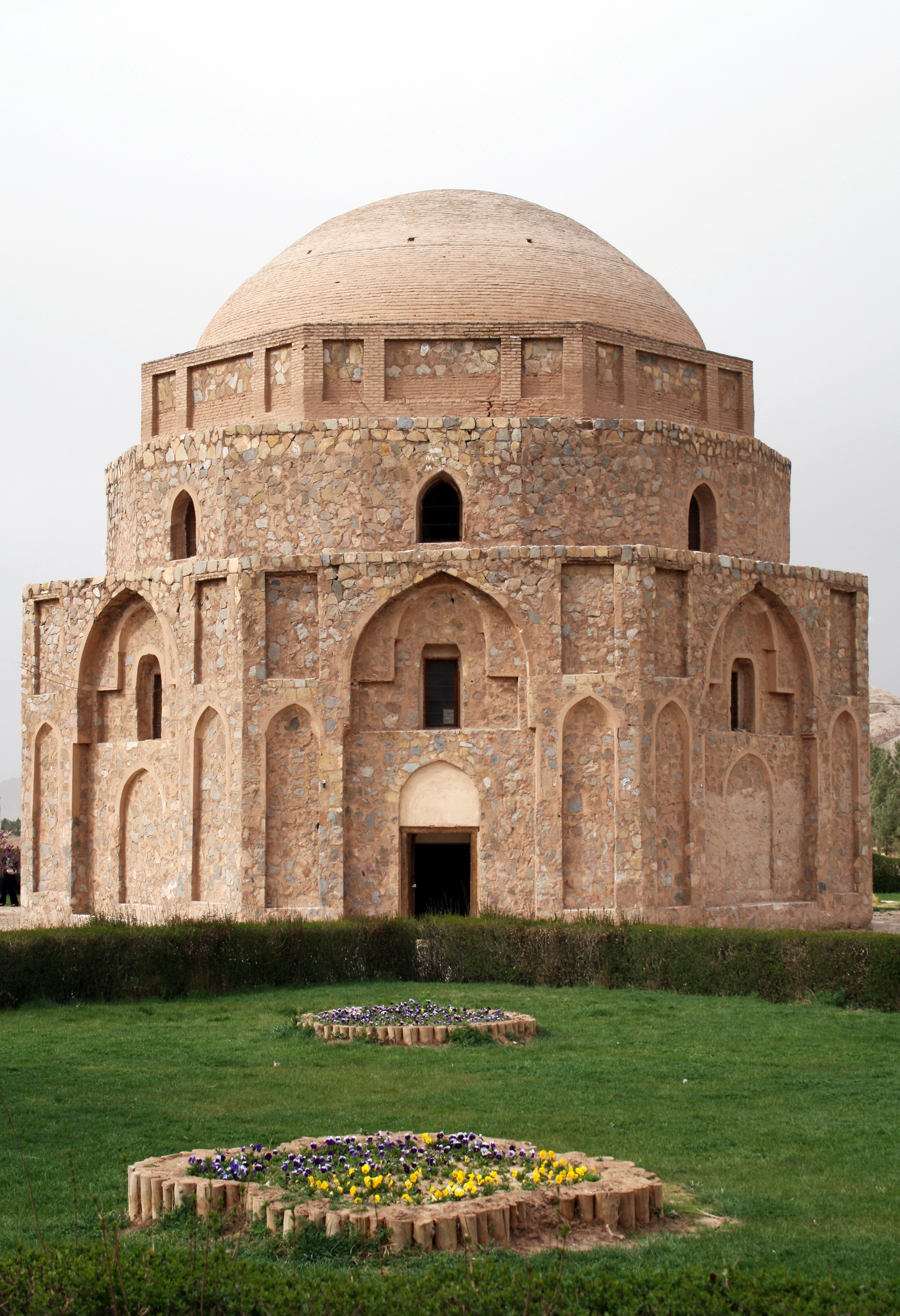
Jabaliyeh

L'arquitectura persa degué heretar una tradició arquitectònica de construcció de cúpules que es remunta a les primeres cúpules de Mesopotàmia. A causa de l'escassetat de fusta en moltes zones de l'altiplà de l'Iran, les cúpules foren una part important de l'arquitectura vernacla al llarg de la història persa.

### Imperi aquemènida (550-331 ae)

Petites cúpules en torres funeràries
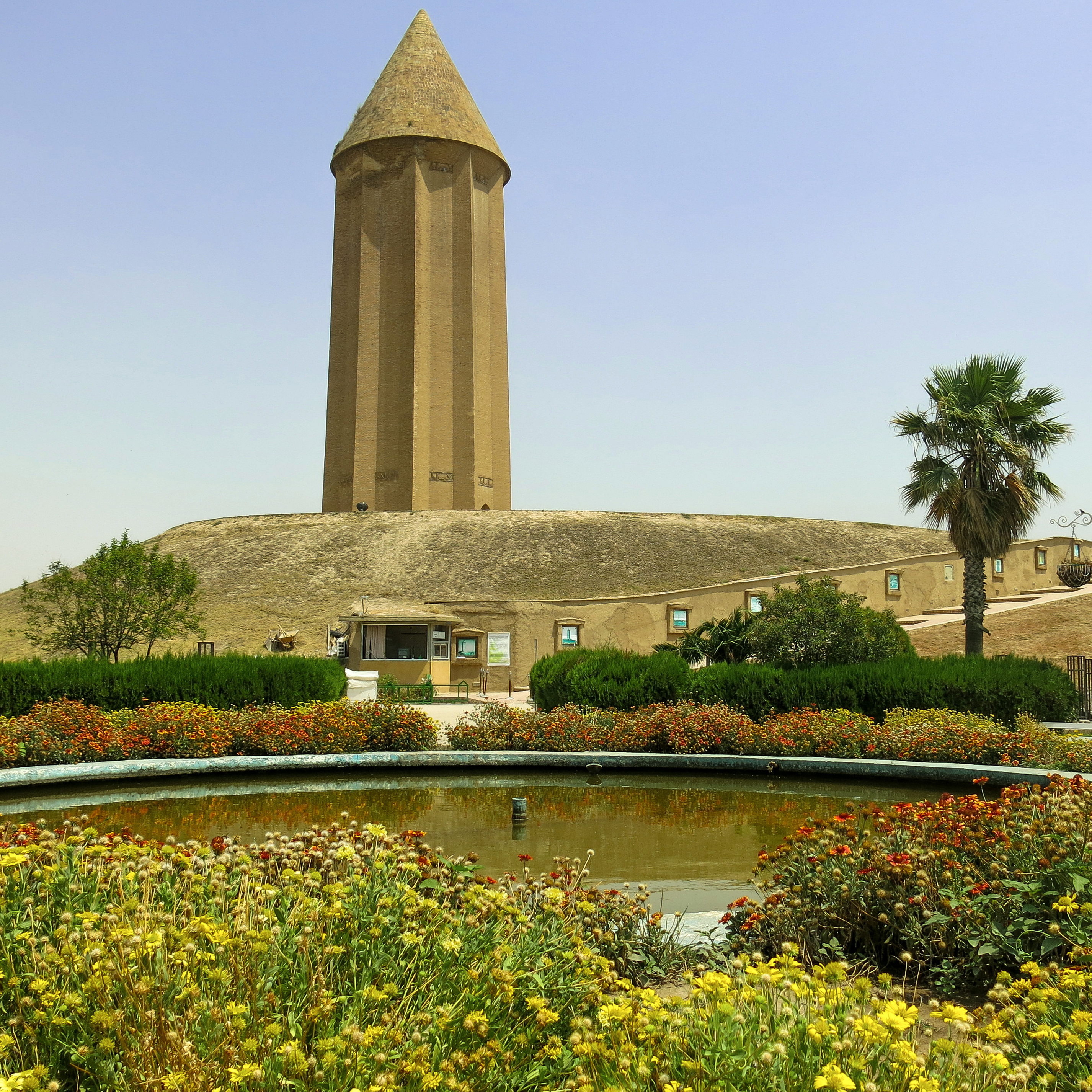
Torre Gonbad-e Qābus
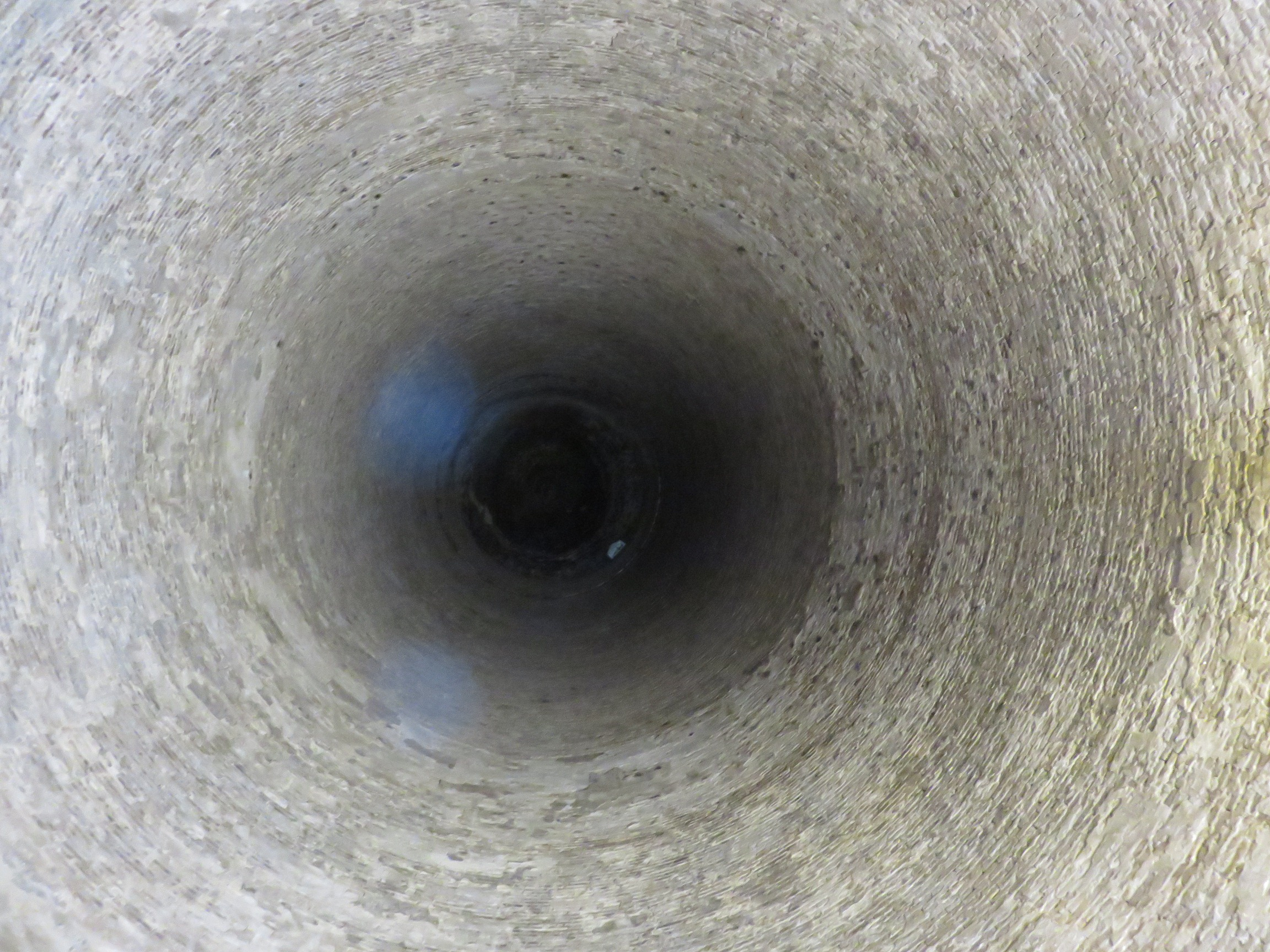
Interior de la torre
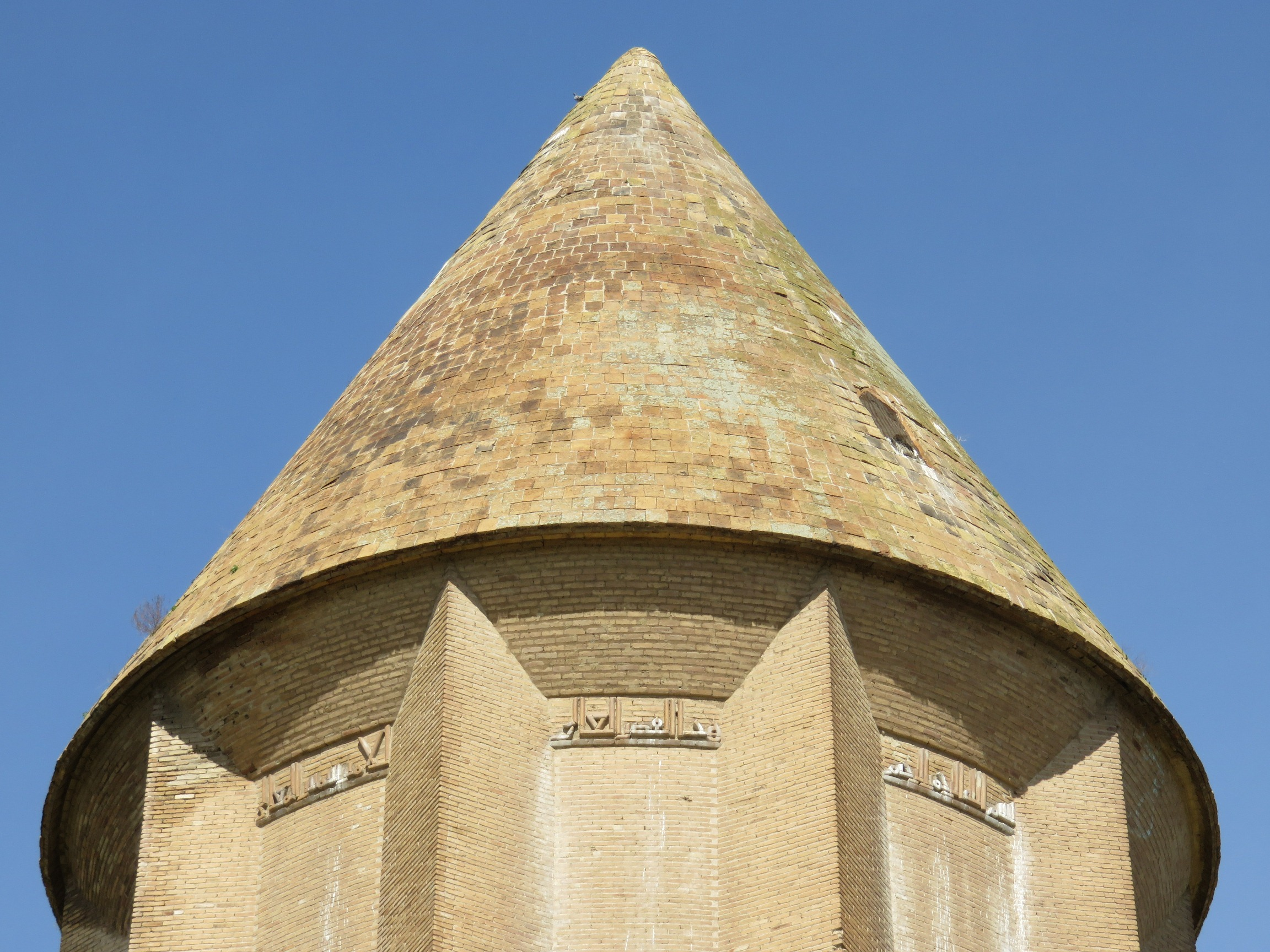
Detall de la coberta cònica sobre la cúpula interior

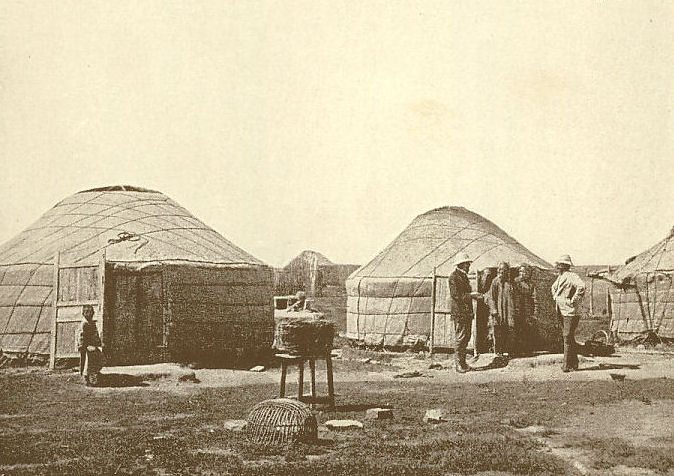
Iurta mongol de finals del

Tot i que els reis de la dinastia aquemènida tenien palaus de rajola i pedra, feien audiències i festivals en tendes de campanya amb voltes que derivaven de les tradicions nòmades dels pobles de l'Àsia central. Probablement eren semblants a les iurtes dels khan mongols. Anomenades «cels», aquestes tendes emfasitzaven el significat còsmic del governant diví. Alexandre el Gran les va adoptar després de la seua conquesta de l'imperi, i el baldaquí cupulat de la pràctica romana i romana d'Orient probablement degué inspirar-se per aquesta associació.

### Imperi part

Cúpules de l'època de l'Imperi seljúcida (1037-1153)
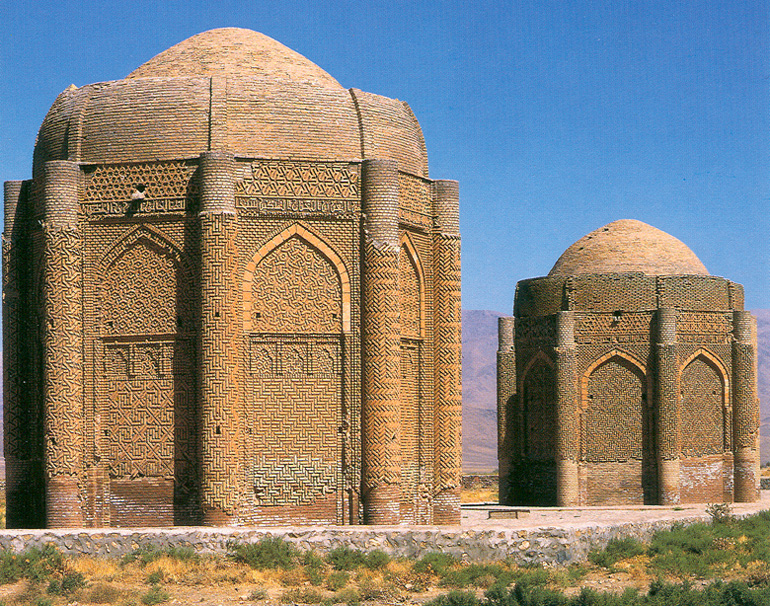
Tombes bessones de les Torres de Kharragan a l'Iran
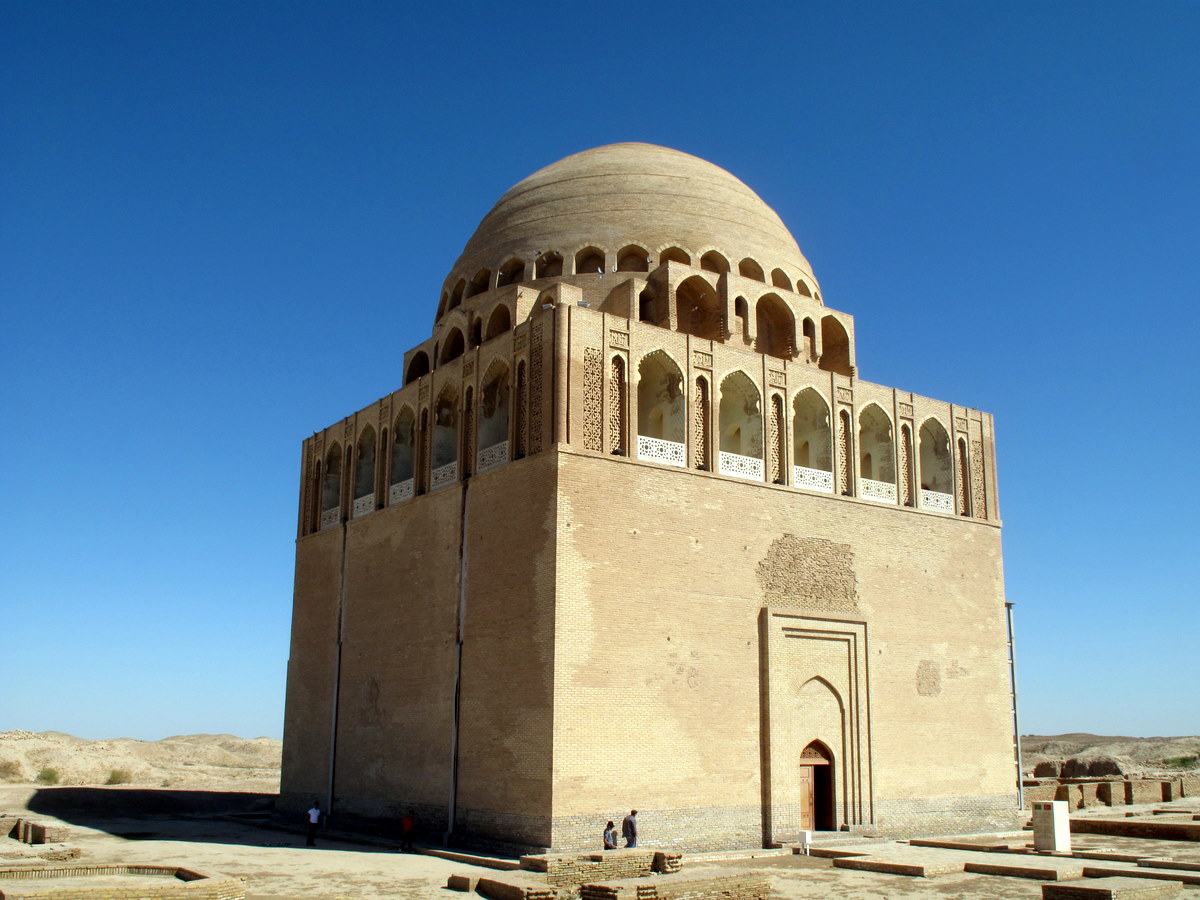
Tomba d'Àhmad Sanjar a Merv, Turkmenistan (reconstruïda)
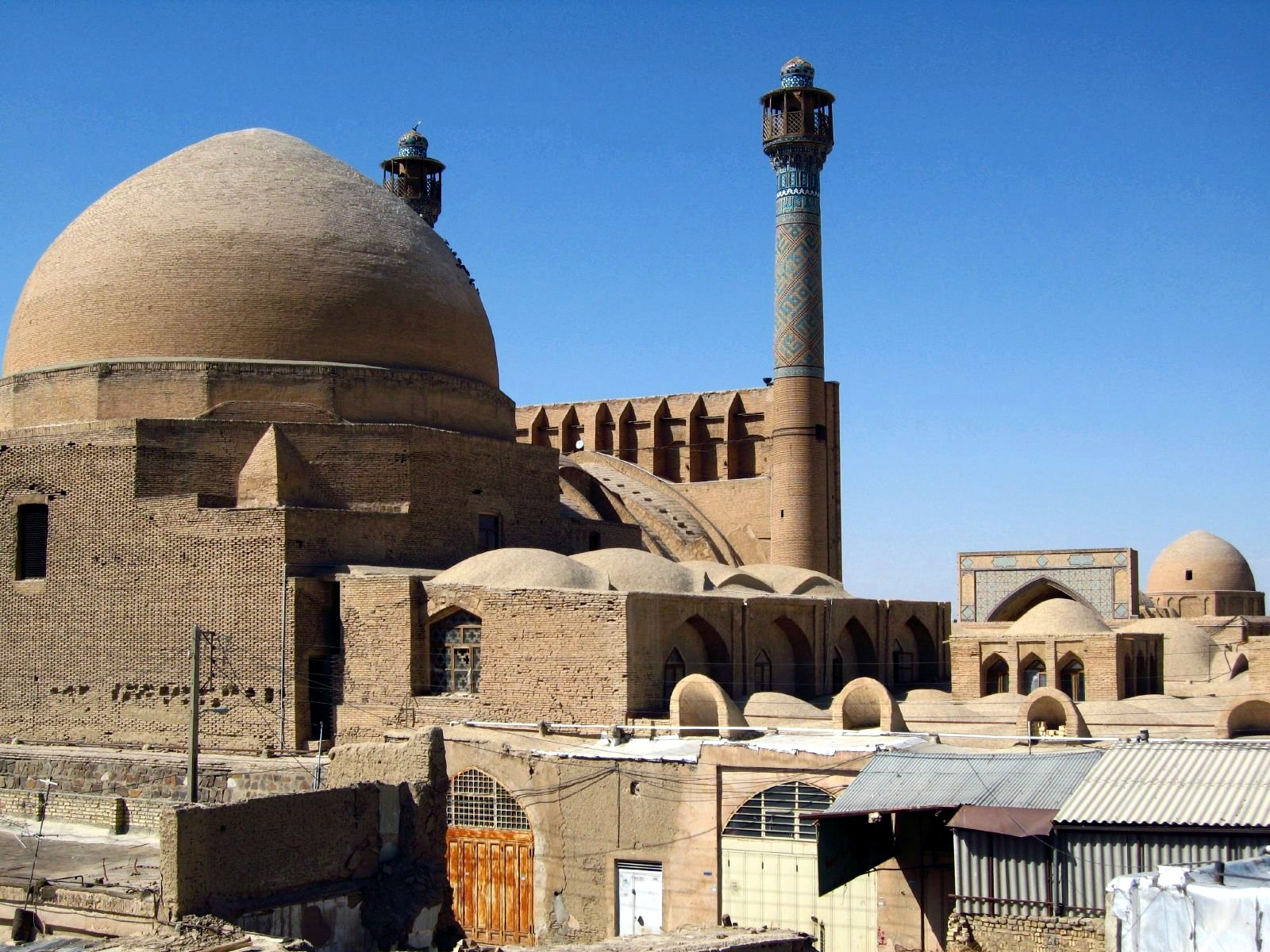
Mesquita del Divendres de Jamed
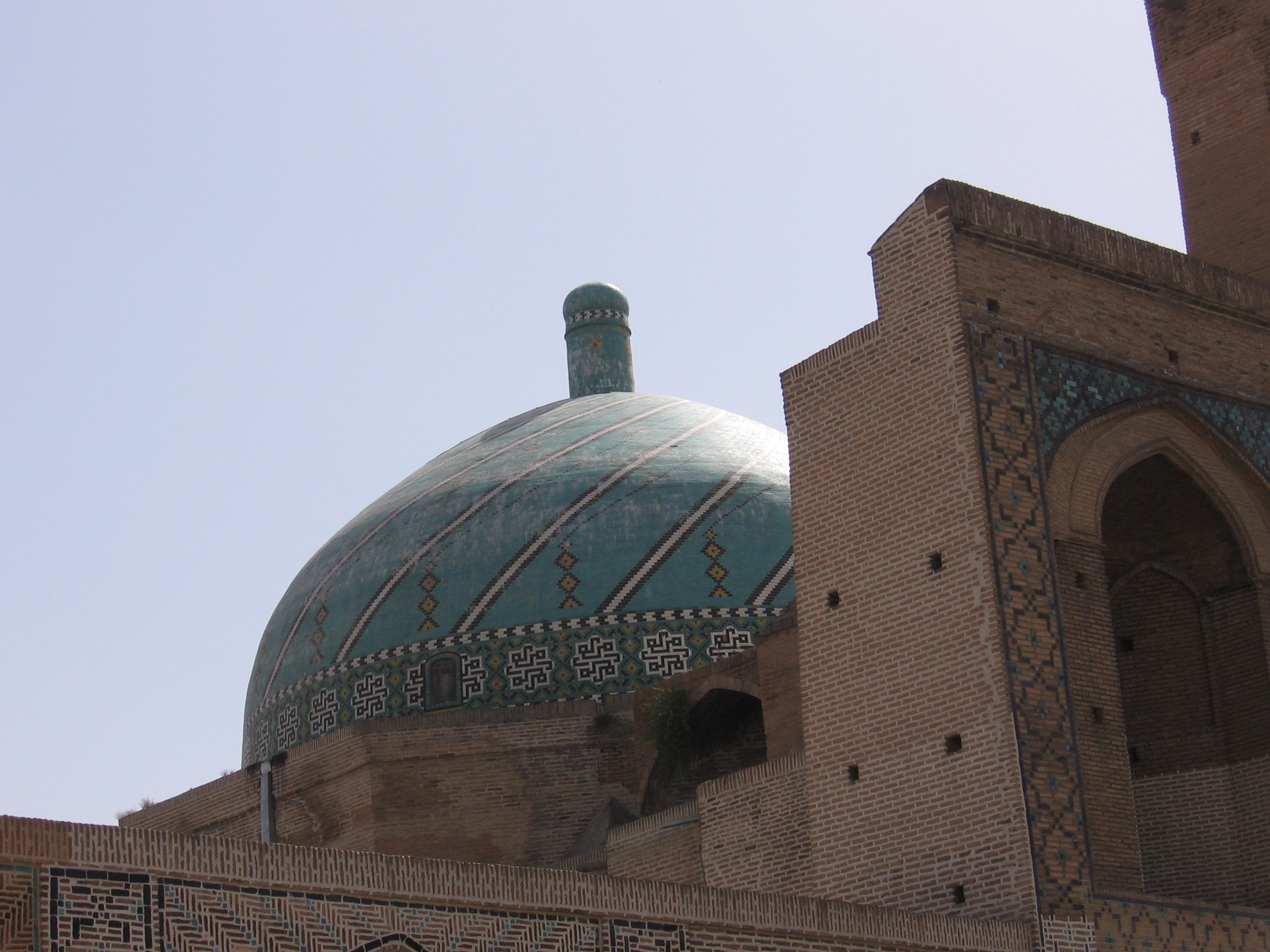
Cúpula de la mesquita de Qazvín

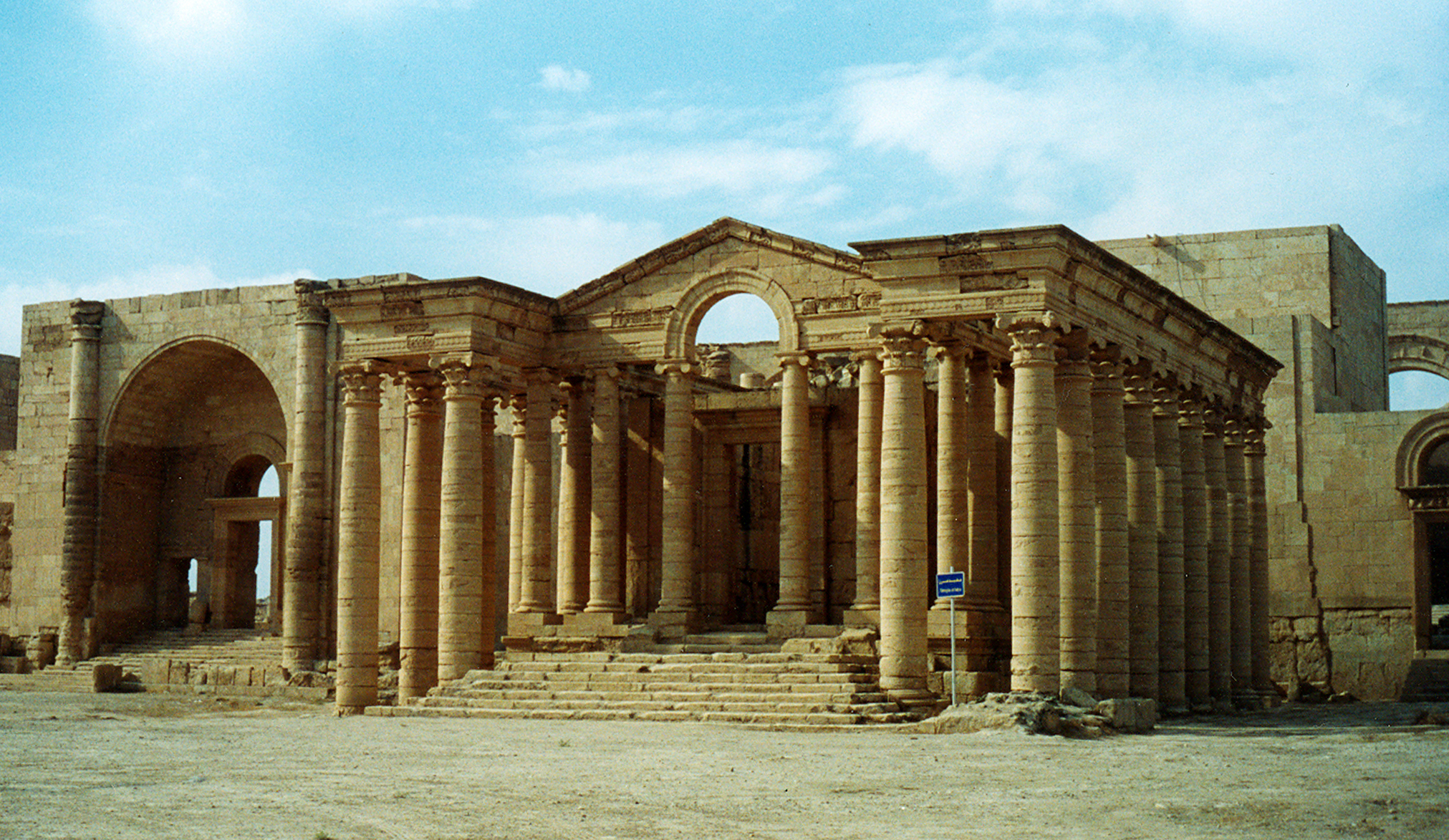
Vista del Gran Temple d'Hatra declarat Patrimoni de la Humanitat per la UNESCO el 1985

Les restes d'una gran sala circular amb cúpula que fa 17 m de diàmetre de l'Imperi part a la capital Nasa s'han datat del segle I. «Mostra l'existència d'una monumental tradició nacional a l'Àsia Central que fins ara havia estat desconeguda i que sembla haver precedit als monuments imperials romans o, si més no, haver-ne crescut independentment». Probablement tenia una cúpula de fusta.
El Gran Temple d'Hatra sembla indicar una transició des dels corredors amb columnes i sostres travats a les construccions voltades del segle I, si més no a Mesopotàmia. La cúpula del santuari del temple era precedida per un iwan amb volta de canó, una combinació que utilitzaria el posterior Imperi persa sassànida.
En la Vida d'Apol·loni de Tiana, de Filòstrat d'Atenes, hi ha un relat d'un palau dels parts amb cúpula d'al voltant de l'any 100 a la ciutat de Babilònia. La sala, utilitzada pel rei per a celebrar judicis, era decorada amb un mosaic de pedra blava per a semblar-se al cel, amb imatges dels déus en or.
En l'escultura en relleu de l'Arc de Septimí Sever a Roma es pot apreciar una cúpula bulbosa amb la forma del període part, l'estructura de la qual aparentment es deu a l'ús d'un marc semblant a una carpa lleugera.

### Imperi sassànida (224-651)

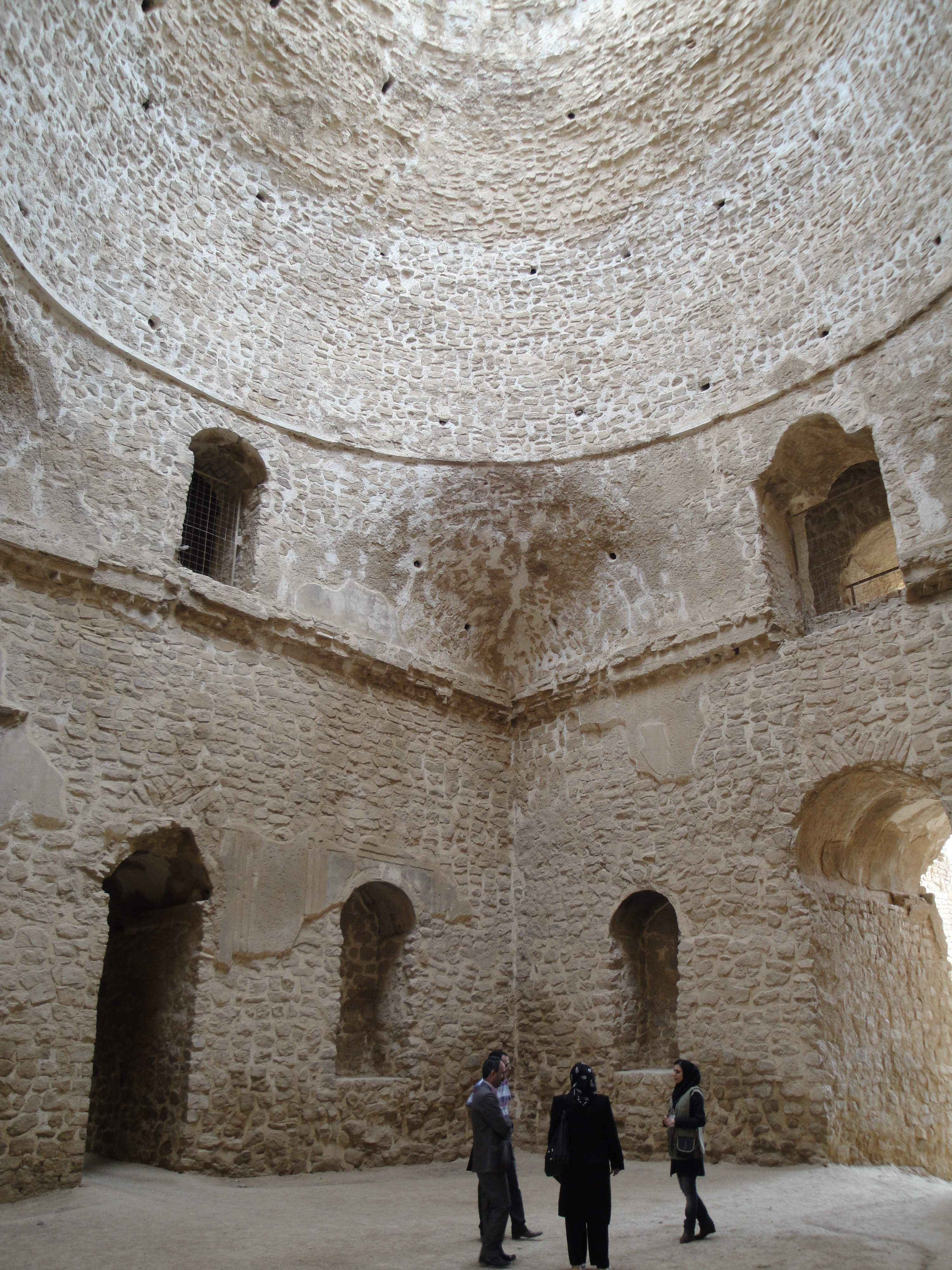
Exemple de trompa primitiva al Palau d'Artaxerxes (actual província de Fars, l'Iran)

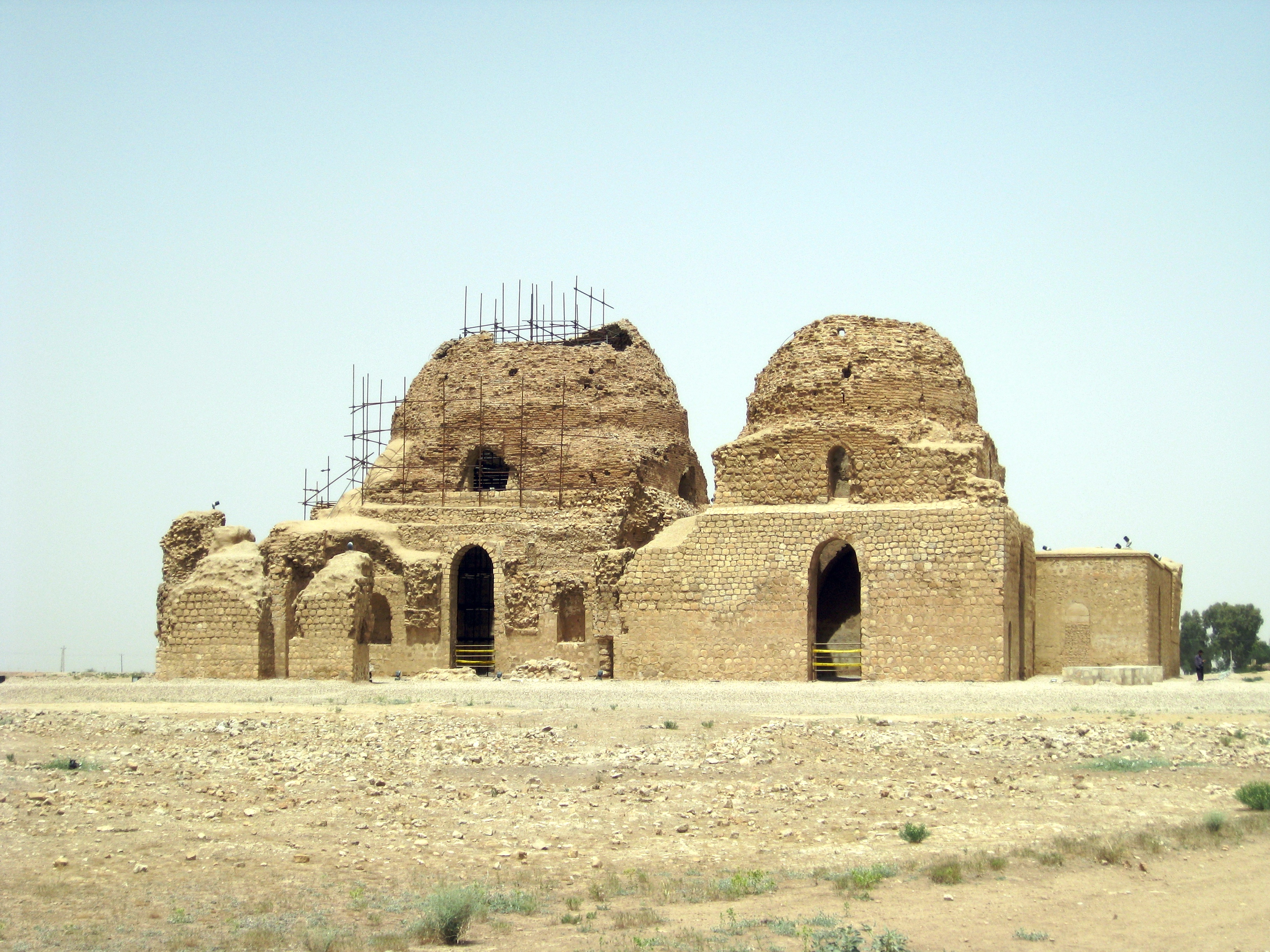
Ruïnes del Palau de Sarvestan a l'Iran

Els caravanserralls empraven obertures amb voltes des del període sassànida fins a la dinastia Qajar. La invenció persa de la trompa, una estructura amb volta amb la forma d'una part d'un con, que sol tenir l'aparença d'un nínxol esglaonat, fou un element constructiu que permetia la transferència de càrregues i una transició visual des d'una cúpula esfèrica o octogonal superior fins a un volum cúbic de la sala inferior. Les transicions prèvies des d'una cúpula sobre una habitació quadrada existien, però s'improvisaren en qualitat i només s'intentaren a petita escala, perquè no era de prou confiança per a les grans construccions. La trompa permetia que les cúpules s'usassen àmpliament i, com a resultat, eren en l'avantguarda de l'arquitectura persa.
Les ruïnes del Palau d'Artaxerxes i de Ghal'eh Dokhtar, en l'actual província de Fars, a l'Iran, construïts per Artaxerxes I (224–240) de l'Imperi sassànida, són els exemples més antics coneguts de trompes. Les tres cúpules del Palau d'Artaxerxes tenen un poc més de 13,5 m de diàmetre i són, en secció vertical, el·líptiques, cadascuna amb una obertura central o òcul que permet el pas de la llum. Van ser construïdes amb pedra i morter locals i recobertes amb algeps a dins. Al centre del Palau de Shahpur, a Bixapur, hi ha també una cúpula verticalment el·líptica que recolza directament sobre el terra i està datada del 260.
La gran cúpula de rajola del Palau de Sarvestan, també a Fars, però d'una data posterior, mostra una ornamentació més elaborada i té quatre buits als cantons. També anomenat «el Temple d'Anahita», l'edifici podria haver estat un temple de foc. En lloc d'usar un oculus central en cadascuna de les cúpules, com al Palau d'Artaxerxes i com es mostra en el baix relleu trobat a Kuyunjik, la il·luminació provenia d'una sèrie de buits cilíndrics de terracota disposats en les cúpules a intervals regulars.

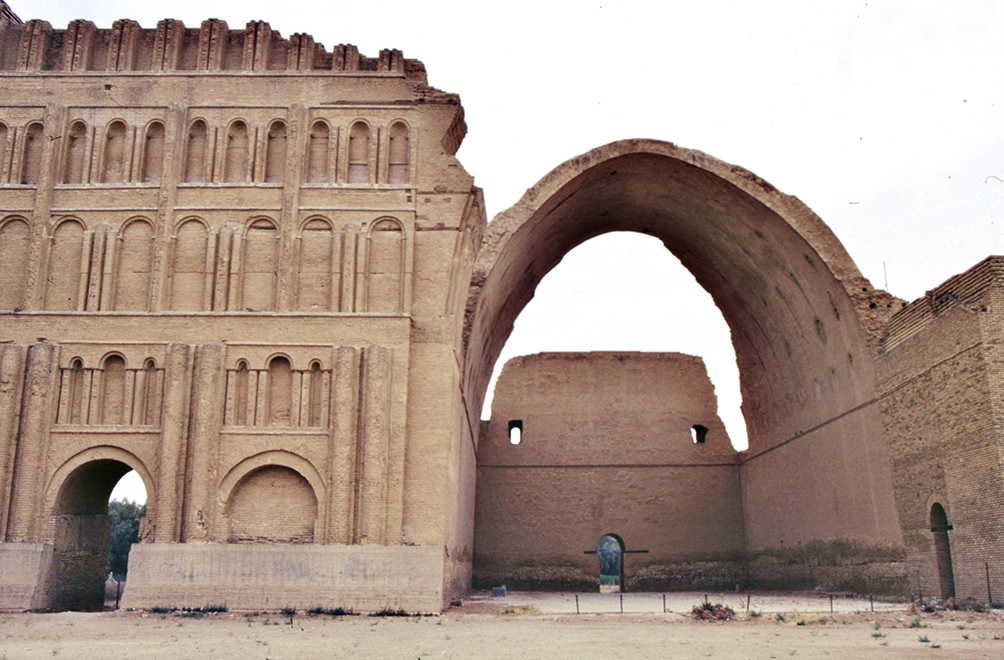
Taq-i Kisra a Ctesifont

Molts relats de fonts medievals, àrabs, romanes d'Orient i occidentals descriuen una cúpula al palau, sobre el tron, del shahanshah Còsroes I, decorada en blau i or. La cúpula era coberta amb representacions del sol, la lluna, les estreles, els planetes, el zodíac i els reis, inclòs el mateix Còsroes I. Segons Adon de Viena i altres, de la cúpula podia caure pluja, i podia girar-se amb un so com de tro per cordes tirades per cavalls des d'un soterrani. El Castell de Qasr-e Shirin tenia una habitació amb volta al final d'un llarg iwan amb volta de canó. L'antic arc sassànida de Taq-i Kisra és l'única resta visible de l'antiga ciutat de Ctesifont i també pot haver tingut una sala del tron amb volta.

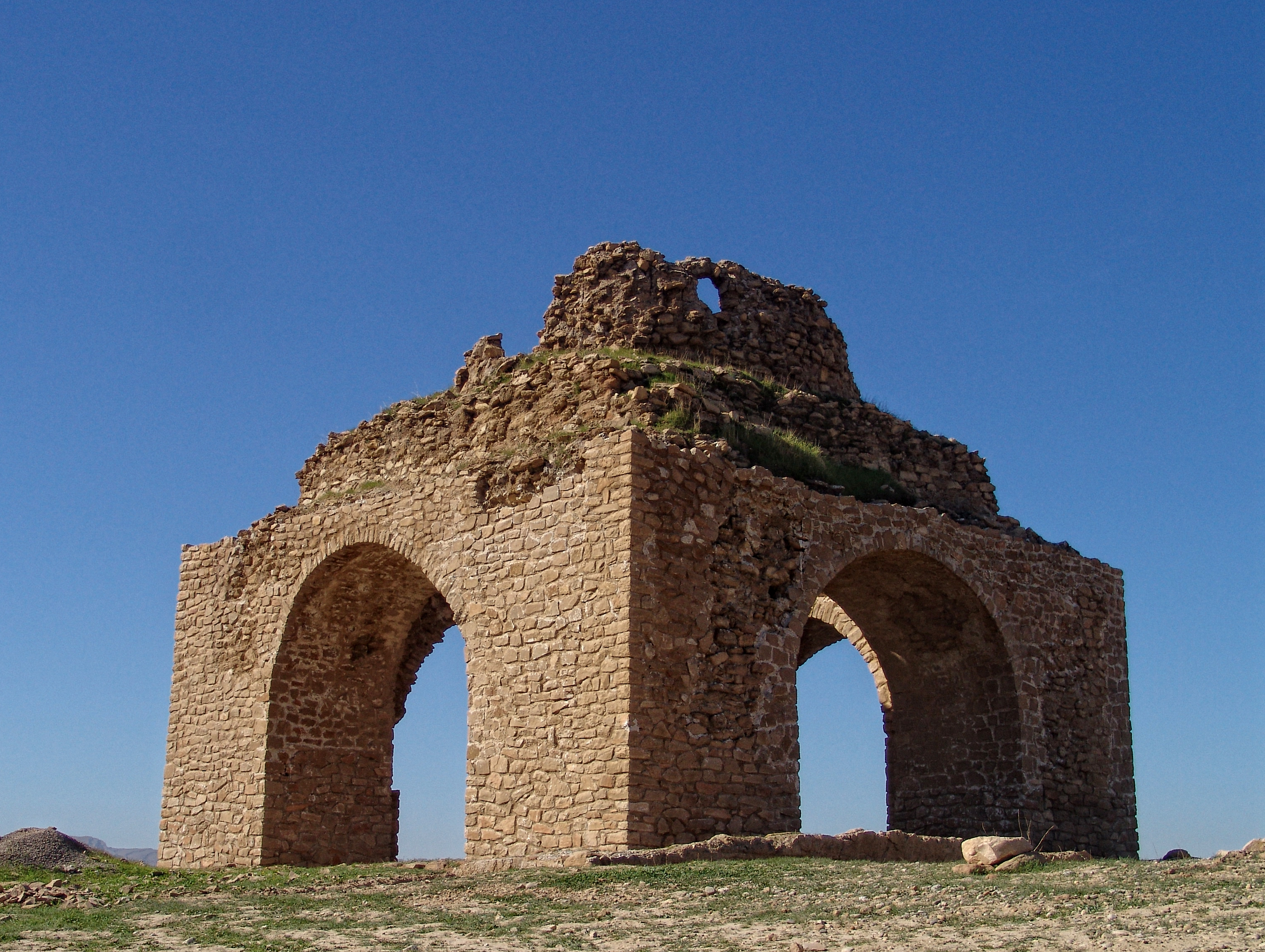
Ruïnes d'un chahar-taqi a l'Iran

Els chahar-taqi, o 'quatre voltes', eren edificacions més petites dels temples de foc de Zoroastre, disposades sobre quatre suports; se situaven en una plaça. Les voltes es connectaven per quatre arcs i eren cobertes per cúpules ovoides centrals. El temple zoroastrià de Niasar, a Kashan (actual província d'Esfahan) i el chahar-taqi de Darrehshahr (província d'Ilam) en són bons exemples. Aquests temples, de planta quadrada i voltats amb les entrades disposades en els eixos, van inspirar les formes de les primeres mesquites després de la conquesta islàmica de l'imperi en el segle VII. Aquestes cúpules són el tipus que més sobreviu del període sassànida, i algunes després s'han convertit en mesquites. Les habitacions amb cúpula aïllades posteriors, anomenades «mesquita de tipus quiosc», poden haver-se creat a partir d'aquests temples. Les cúpules preislàmiques de Pèrsia eren comunament semiel·líptiques, apuntades i amb les parts de fora còniques, el tipus de cúpula més utilitzat en els períodes islàmics.

Tot i que els sassànides no feren pas tombes monumentals, el chahar-taqi amb volta podria haver-los servit com a mausoleu o memorial. Un fragment d'una pintura sogdiana de la primeria del segle viii trobat en Panjakent sembla representar una cúpula funerària (tal volta una tenda de campanya) i això, juntament amb algunes osseres de naturalesa arquitectònica, indicaria una possible tradició a Àsia central d'una associació funerària amb la cúpula. L'àrea del nord-est de l'Iran fou, amb Egipte, una de les dues zones notables per als primers mausoleus amb cúpules islàmiques, que aparegueren al segle X.

Cúpules de l'època de l'Il-kanat (1256-1335)
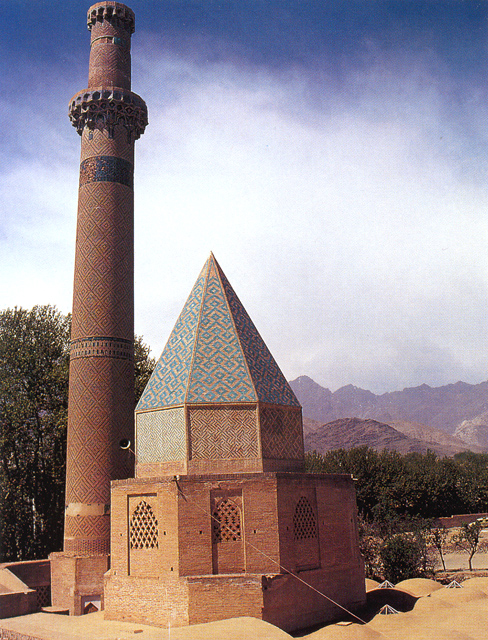
Tomba d'Abdas-Samad Esfahani a Natanz, l'Iran
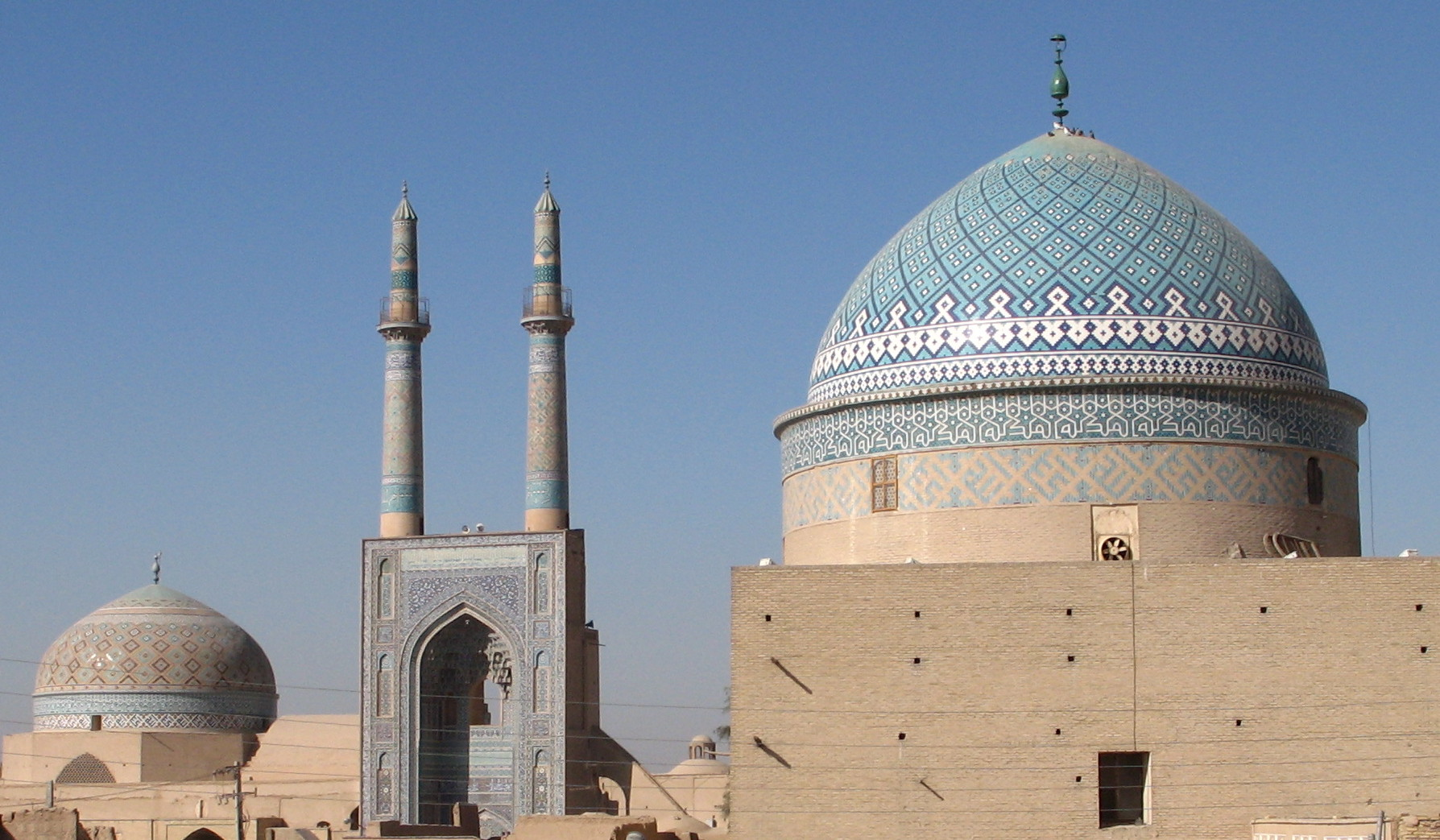
Cúpula decorada amb mosaics de la Mesquita del Divendres de Yazd
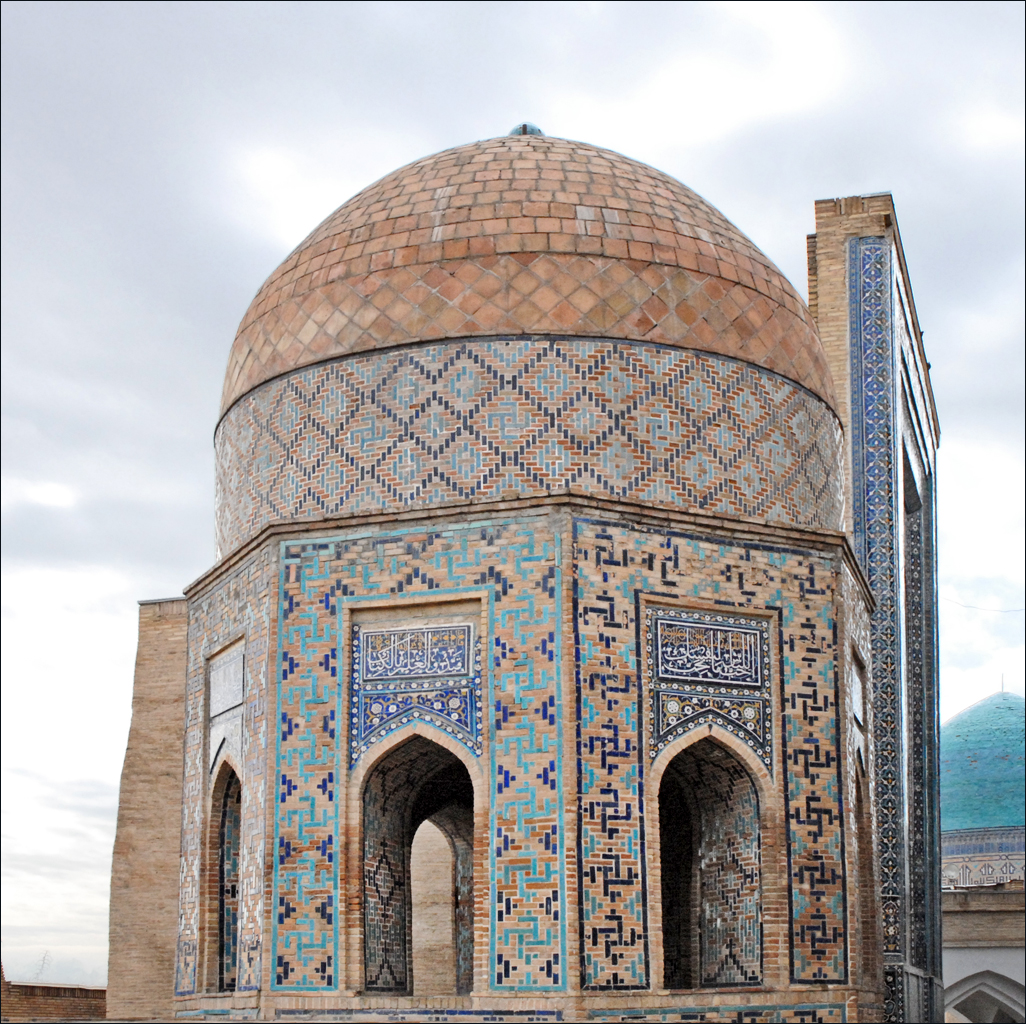
El Mausoleu octogonal prop de Shah-i-Zinda a Samarcanda

## Període islàmic

Cúpules de l'època de l'Imperi timúrida (1370-1507)
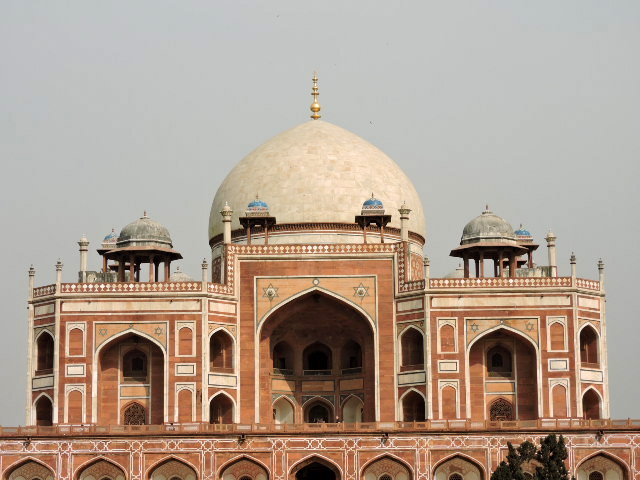
Tomba de Humayun de Delhi
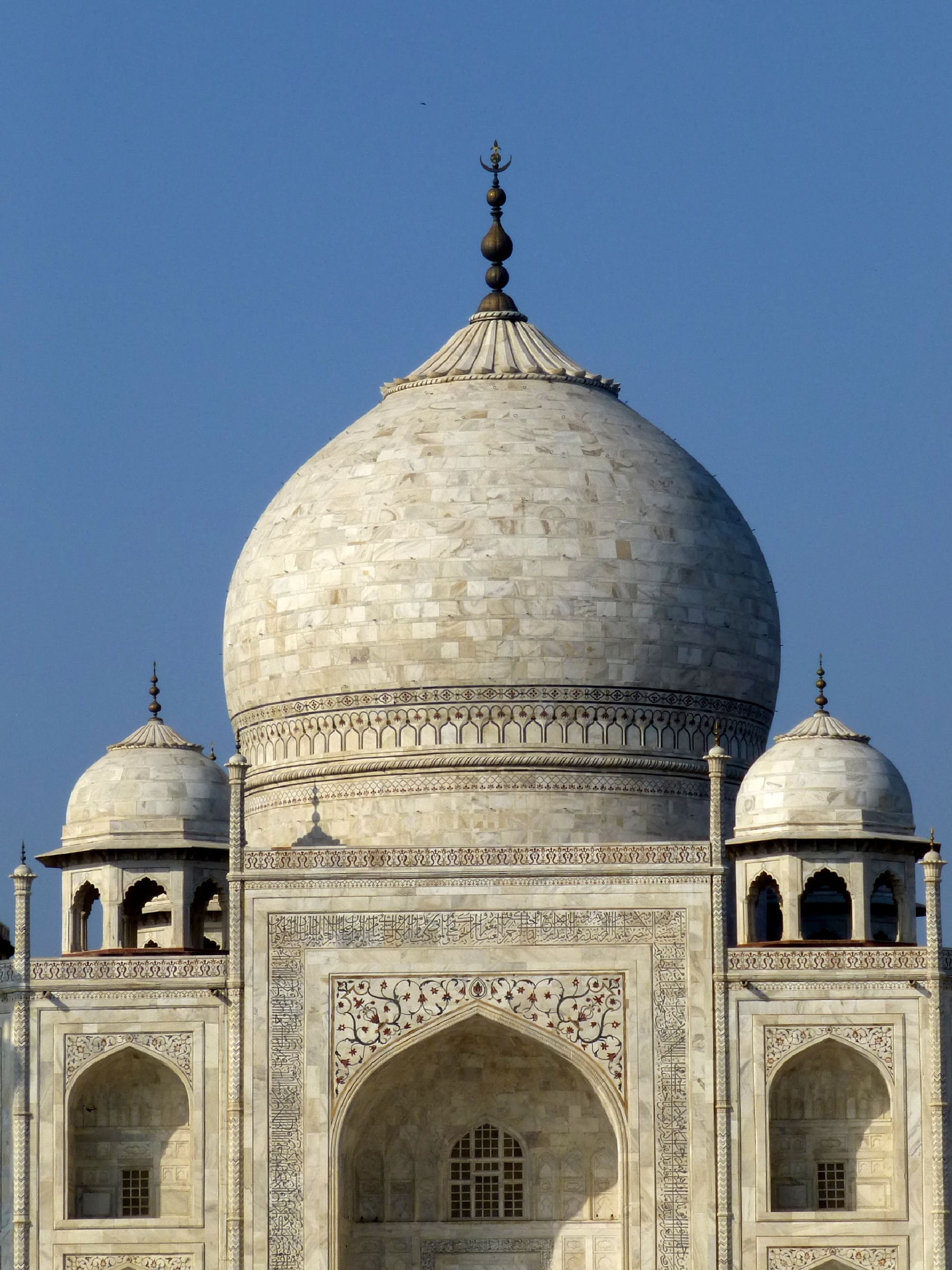
La cúpula del Taj Mahal
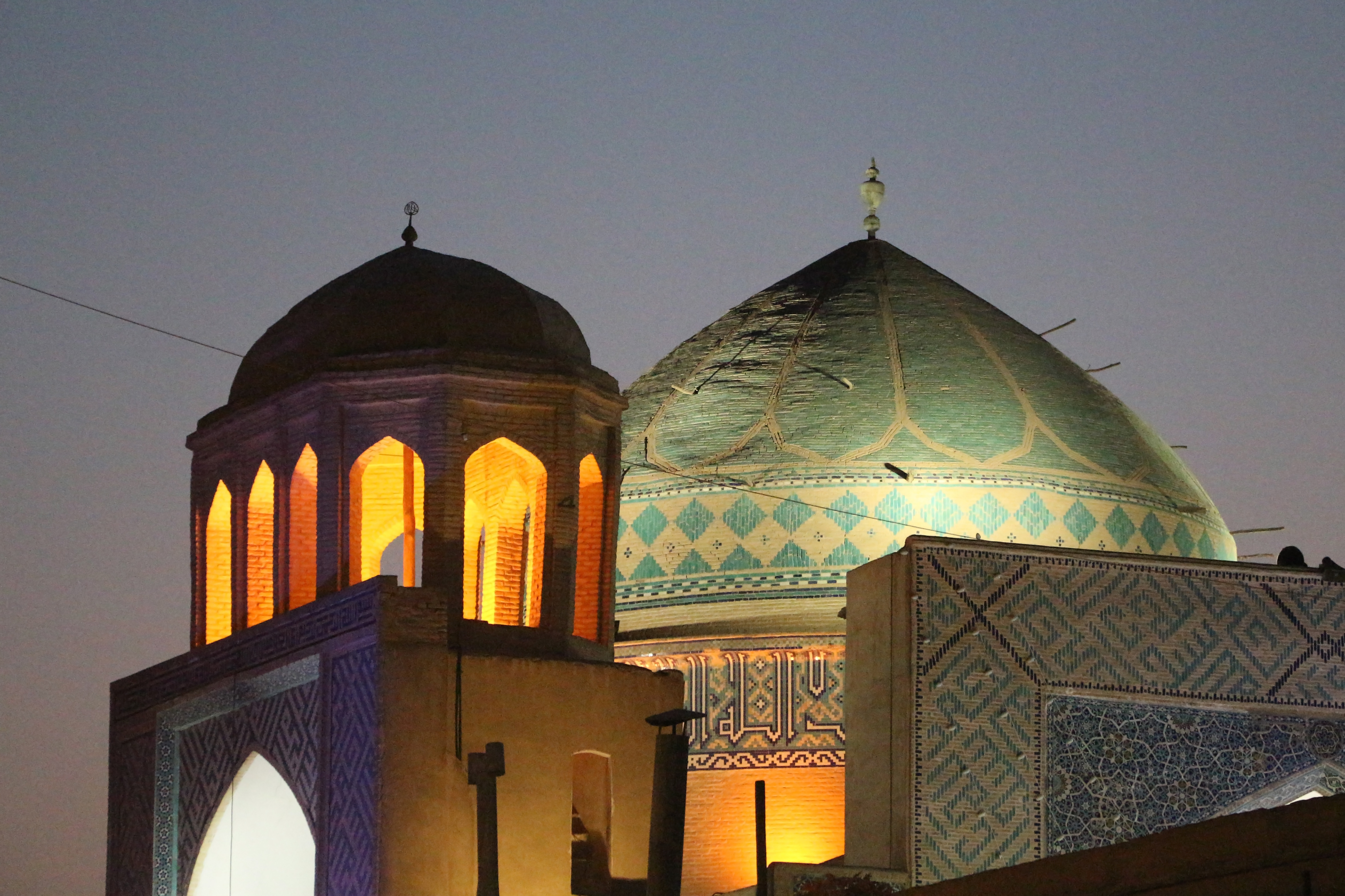
L'Amir Chakhmaq, Yazd, Iran

### Primer període islàmic

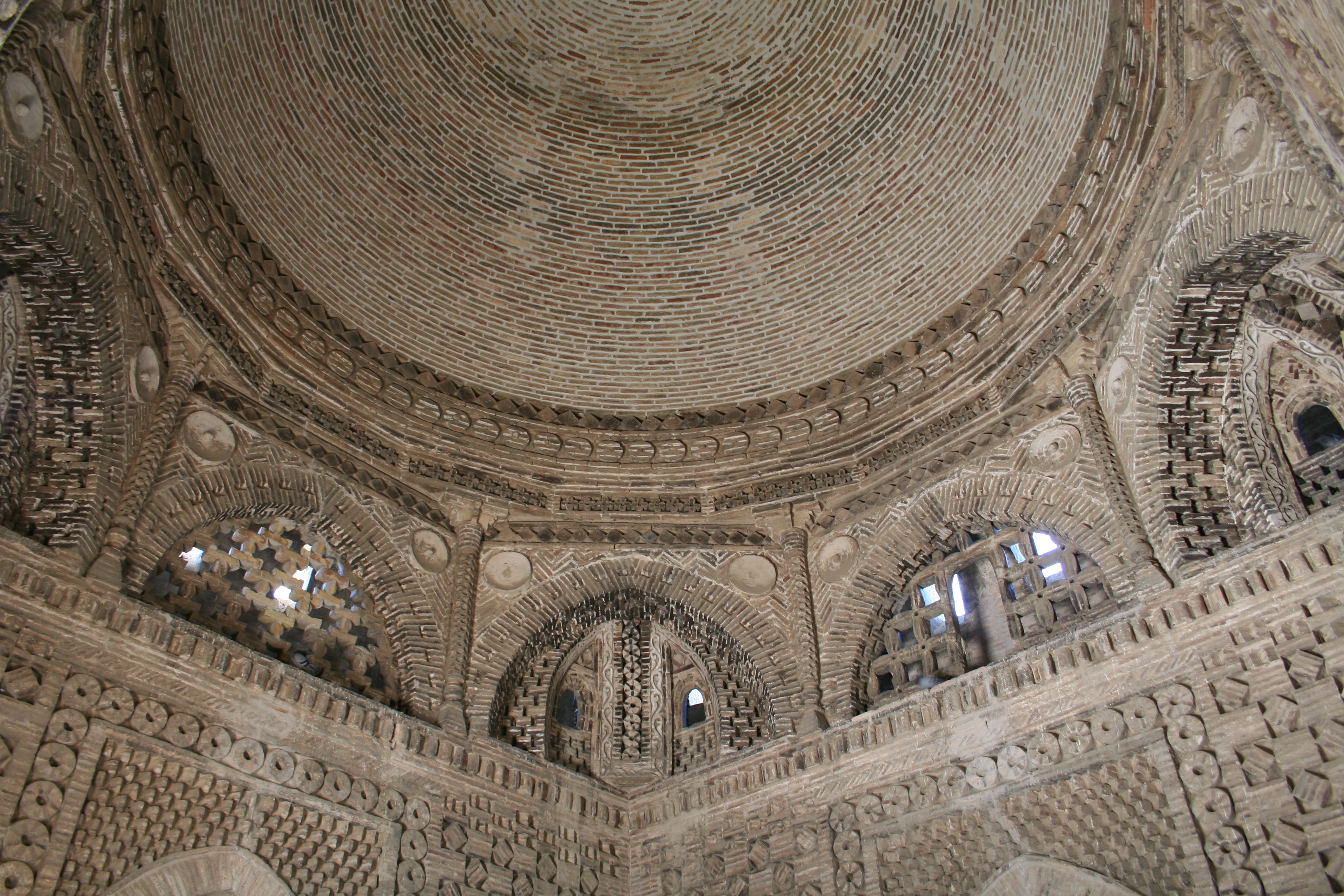
Cúpula del Mausoleu d'Ismail Samani a Bukharà, Uzbekistan

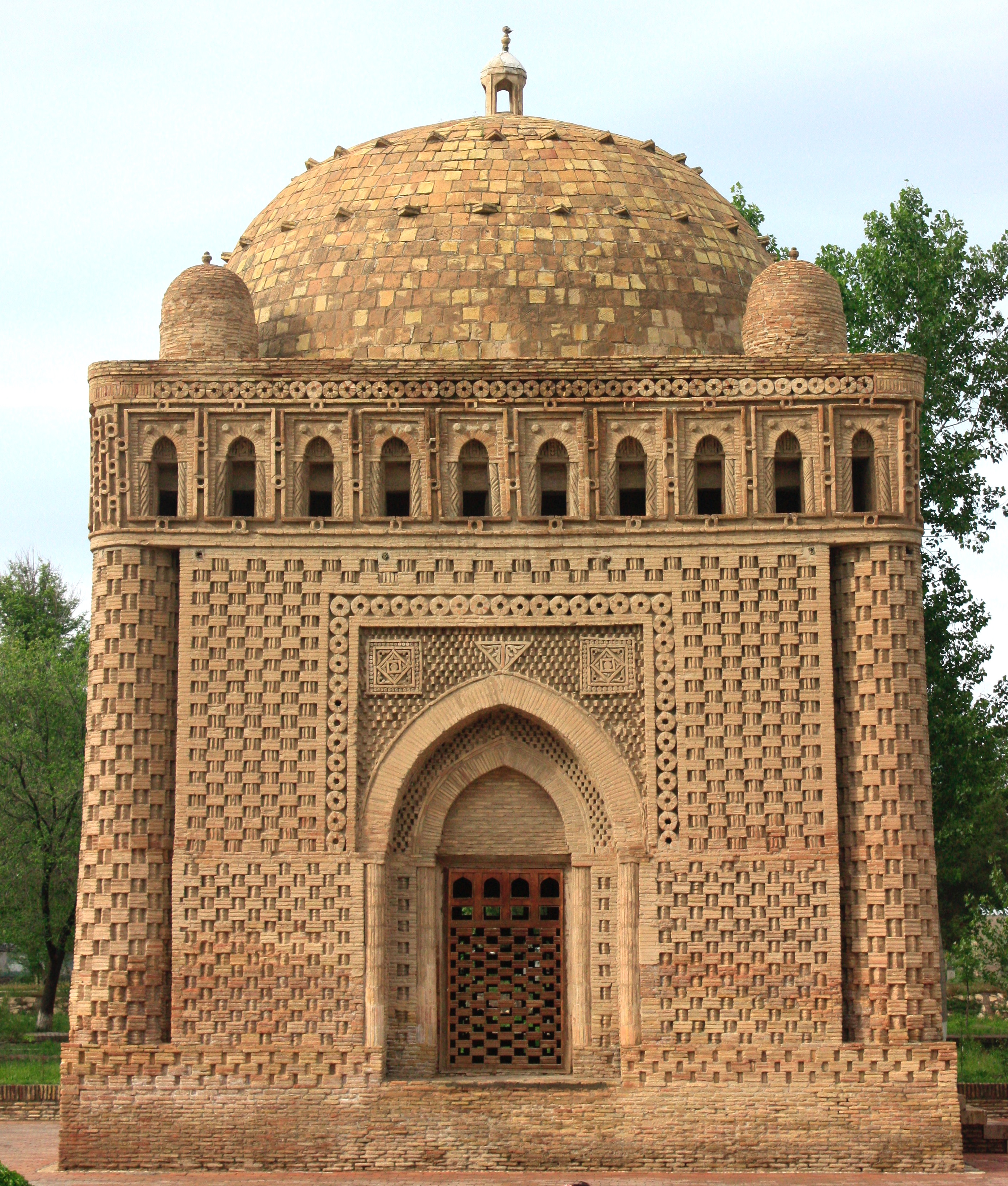
Mausoleu d'Ismaïl Samani

Les primeres cúpules islàmiques conegudes a Pèrsia, com la de la Gran Mesquita de Qom (878) o la de la tomba de Muhammed Banu Musa (976), semblen haver continuat les arredonides formes sassànides. Els mausoleus amb cúpula contribuïren en gran manera a l'expansió de la cúpula a Pèrsia a principis del període islàmic. En el segle X, ja s'havien construït tombes amb volta per als califes abbàssides i els màrtirs xiïtes. Elpelegrinatge a aquests llocs pot haver ajudat a difondre aquest tipus de cúpula.
L'exemple més antic que se'n conserva, el de Qubbat-al Sulaibiya, era una edificació octogonal amb cúpula central sobre tambor construïda al voltant del 892 a Samarra. Del segle x es coneixen pavellons amb volta independents a Siraz i Bukharà. El Mausoleu d'Ismaïl Samani, en la Transoxiana, es remunta a tot estirar al 943 i és el primer a fer que les trompes creassen un octògon regular com a base per a la cúpula, un exemple que després en seria un model habitual. El Mausoleu d'Arab-Ata, també a la província de Samarcanda, pot datar-se del 977–978 i fa servir mocàrabs entre les trompes, per a una transició més unificada cap a la cúpula.
Les tombes funeràries de tipus de torre, amb plantes cilíndriques o poligonals i sostres cònics sobre cúpula, semblen haver existit a partir del segle XI. El primer exemple n'és la tomba de la torre Gonbad-e Qabus, de 57 m d'alçada i 9,7 m d'amplària, construïda el 1007. Va ser declarada Patrimoni de la Humanitat per la Unesco l'any 2012.

### Dinastia seljúcida (1037-1153)

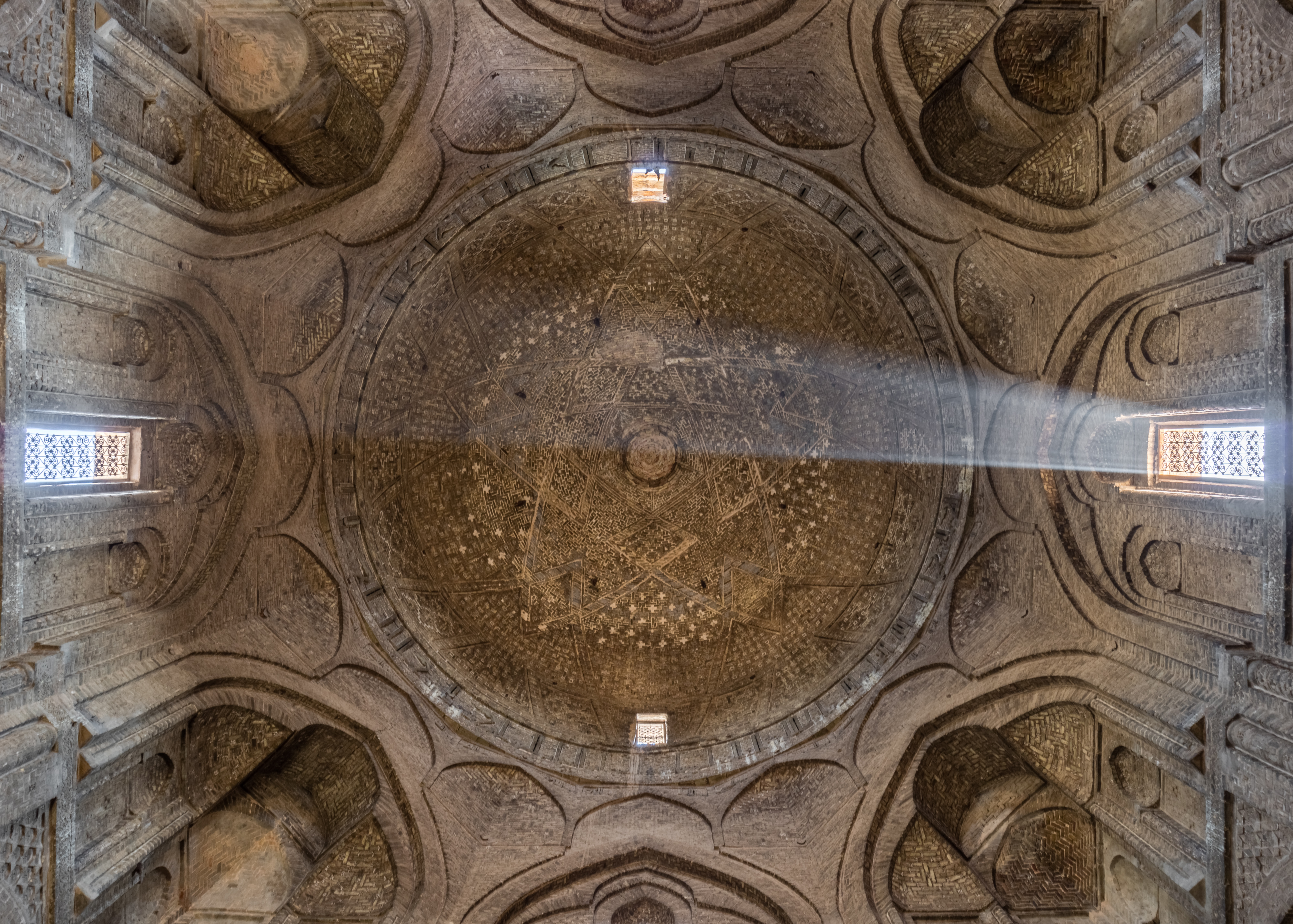
Interior de la cúpula de la mesquita aljama d'Esfahan, a l'Iran

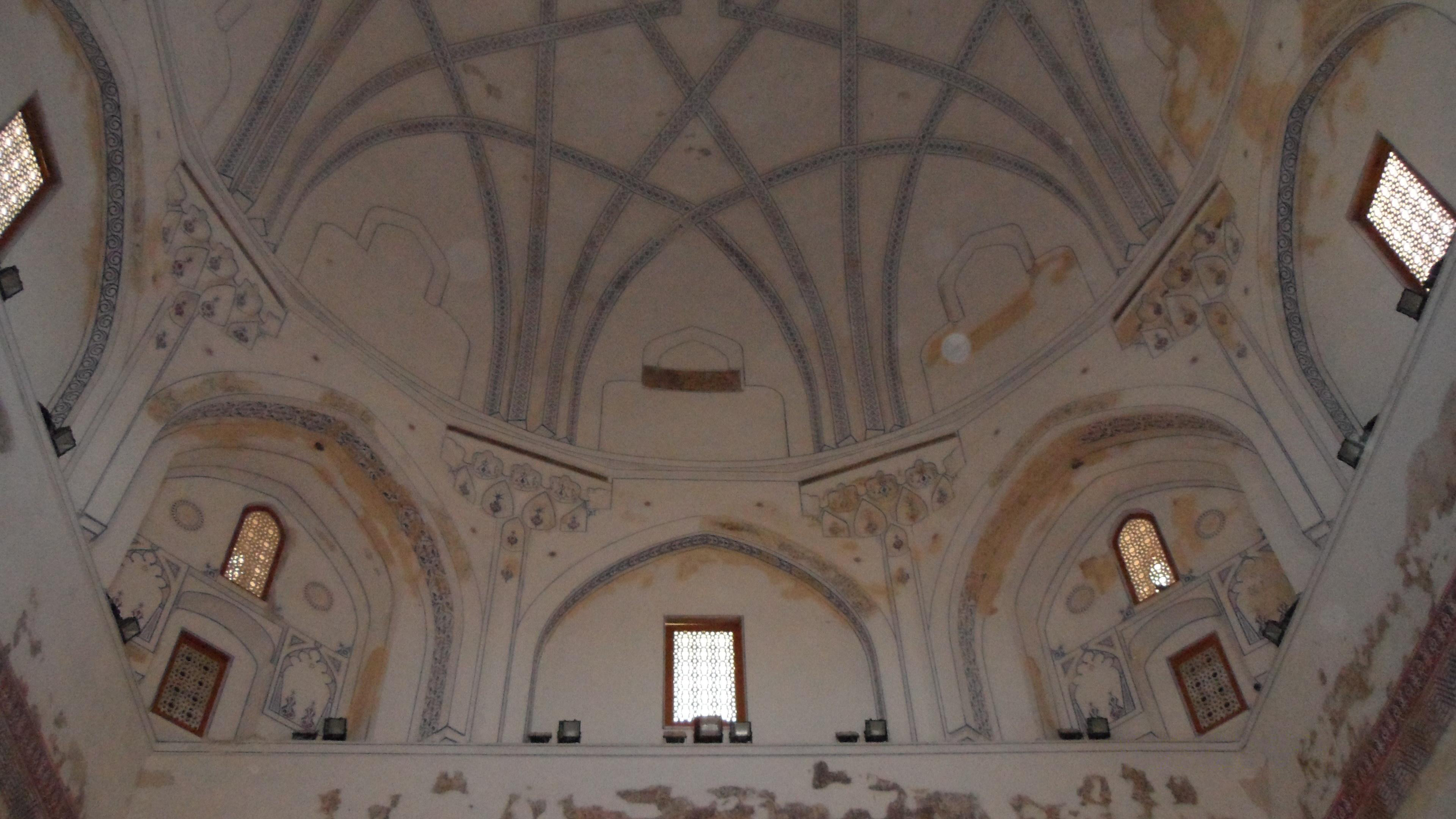
Interior de la cúpula de la Tomba d'Àhmad Sanjar (reconstruïda)

La dinastia seljúcida va construir tombes en edificis en forma de torres, anomenades «triangles turcs», així com mausoleus en cubs coberts amb una varietat de cúpules: amb formes còniques, semicirculars i apuntades en una o dues fulles. Les cúpules semicirculars poc fondes es troben sobretot d'ençà d'aquesta època. Les cúpules de doble fulla o clovella eren discontínues o contínues. Les contínues de doble fulla se'n separaven entre si formant un angle de 22,5 graus respecte a la base, com la cúpula de la Mesquita del Divendres d'Ardestan, mentre que les cúpules discontínues romangueren separades, com les de les tombes de les Torres de Kharraqan. Aquest parell de torres funeràries es feren amb rajola. A partir del segle xi, a Kharraqan, l'Iran, es troben les primeres cúpules dobles de maçoneria conegudes. Les cúpules podrien haver estat modelades a partir de cúpules de fusta anteriors dues clovelles, com la de la Cúpula de la Roca. També podria ser, ja que falten les parts superiors de les dues cobertes externes, que part de les cúpules externes poguessen haver estat de fusta. Aquestes cúpules de rajola en mausoleus van ser construïdes sense l'ús de centrat, una tècnica pròpia de Pèrsia.
La dinastia seljúcida introduí el recinte amb volta enfront del mihrab de la mesquita, un tipus que es faria popular en les mesquites de la congregació persa, tot i que les cambres amb volta també poden haver estat emprades abans en petites mesquites de barri. El recinte amb volta de la mesquita aljama d'Esfahan, construïda al 1086-1087 per Nidham-al-Mulk, era la cúpula de maçoneria més gran del món islàmic en aquell moment; tenia vuit costelles i introduí una nova forma de trompa de cantó amb dues cúpules que suportaven una petita volta de canó. El 1088, Taj-al-Mulk, un rival de Nidham-al-Mulk, aixecà una altra cúpula a l'extrem oposat de la mateixa mesquita amb costelles entrellaçades que formen estreles de cinc puntes i pentàgons: es considera el model de cúpula seljúcida, i pot haver inspirat patrons posteriors i les cúpules del període de l'Il-kanat. L'ús de taulells i de guix llis o pintat per a decorar els interiors de la cúpula, en lloc de maons, augmentà sota els seljúcides. Una de les cúpules més grans d'aquesta dinastia, construïda sobre el lloc d'un temple de foc dels sassànides, fou la de la mesquita aljama de Qazvín amb una obertura de 15,2 m. La cambra amb volta més gran era la tomba d'Àhmad Sanjar, que tenia una doble clovella gran, entrecreuada sobre costelles i amb un exterior decorat elaboradament en la zona de transició amb arcs i estucs. La tomba del soldà Àhmad Sanjar, que regnà des del 1117 fins al 1157, fou danyada en el setge de Merv del 1221 per Tolui Khan quart fill de Gengis Khan.

### Il-kanat (1256-1335)

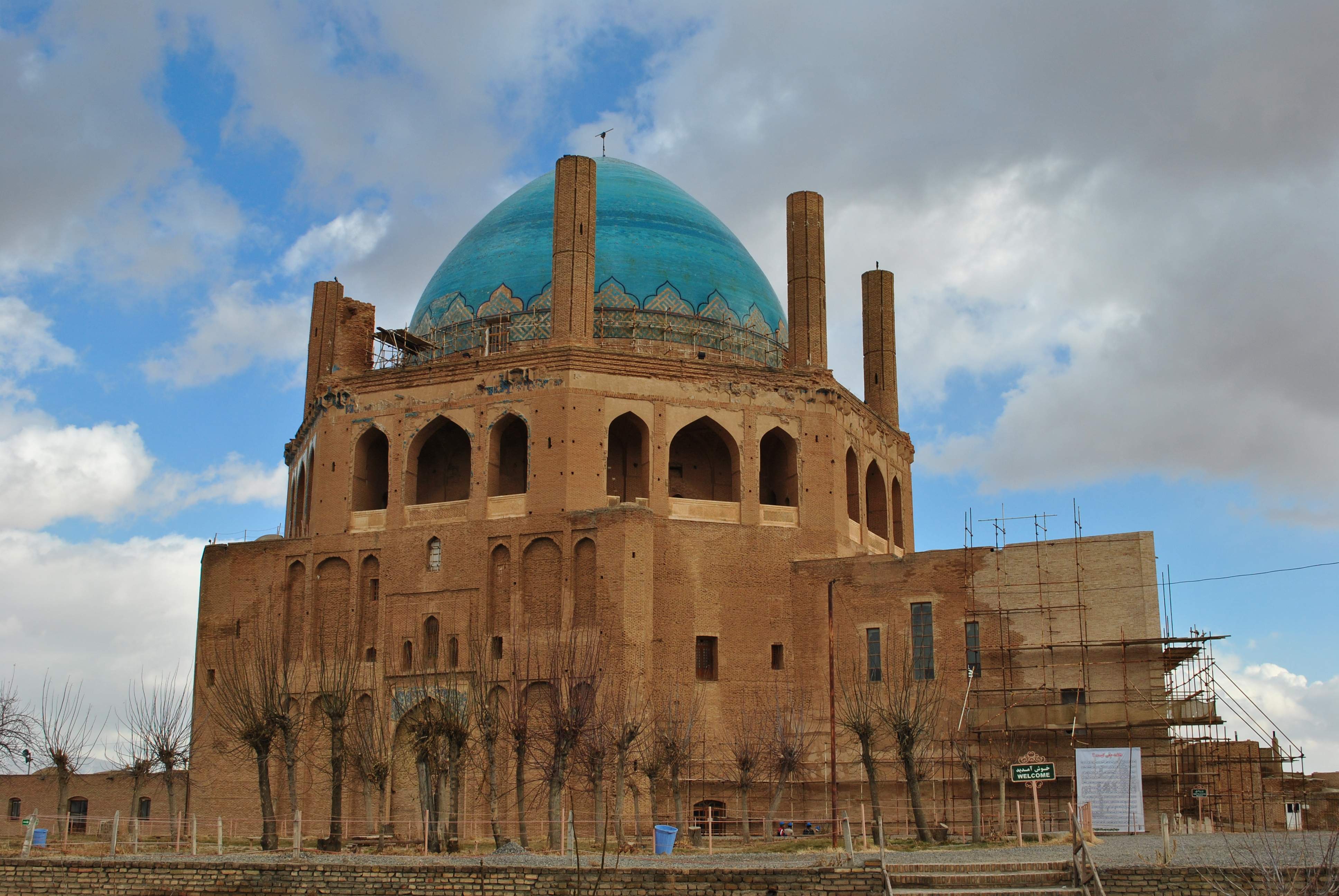
La cúpula de Sultaniyya, al Mausoleu d'Öljeitü, a les ruïnes de Sultaniyya, l'Iran

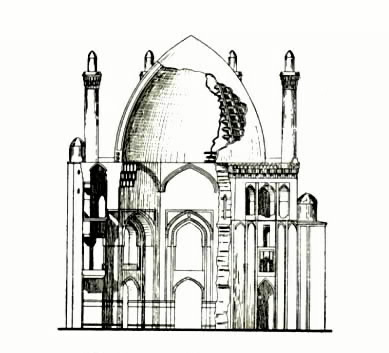
Cúpula del Mausoleu d'Öljeitü a Sultaniyya

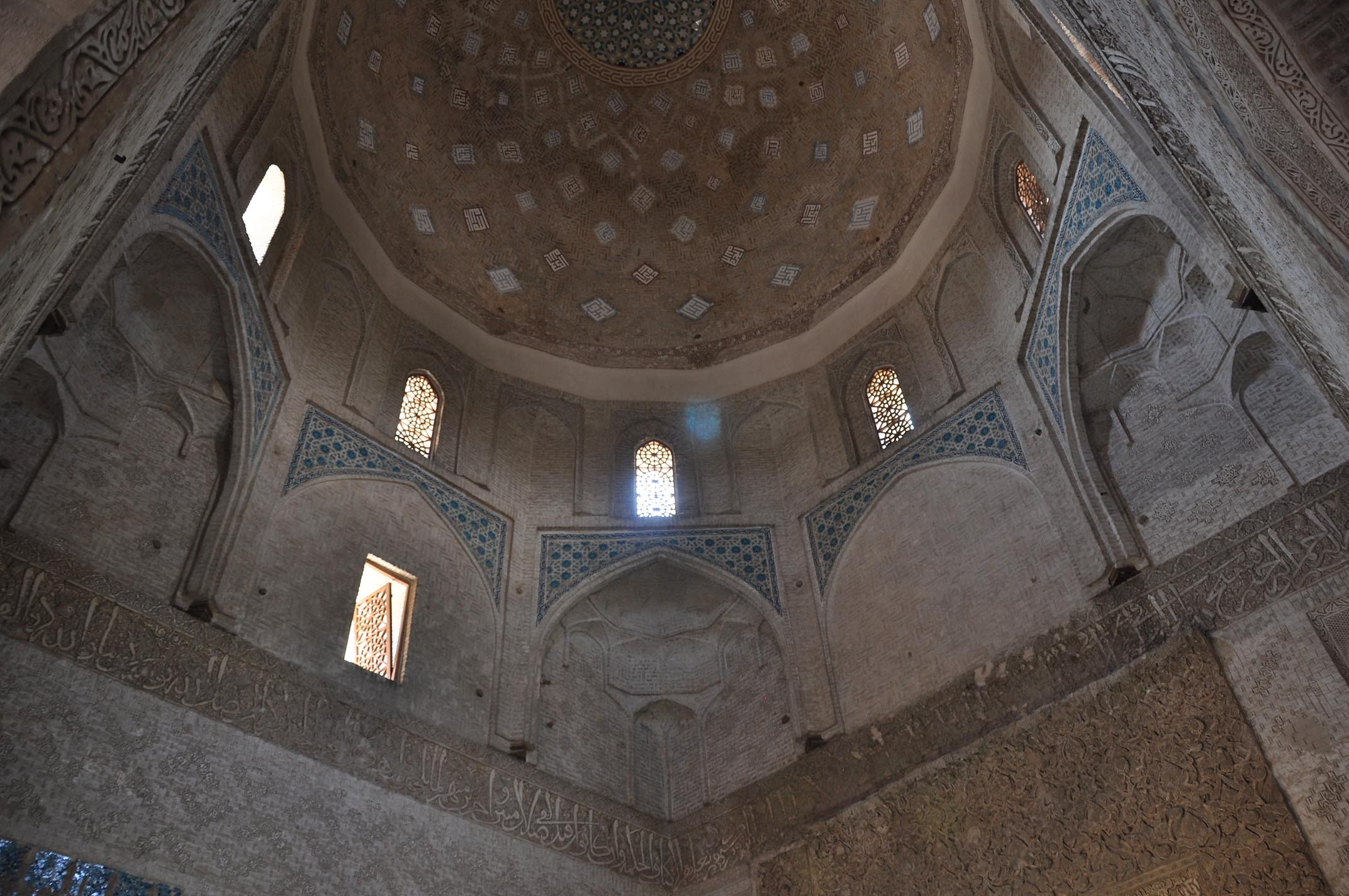
Interior de la mesquita aljama de Varamin, l'Iran

Després dels efectes trasbalsadors de les invasions mongoles, l'arquitectura persa va florir de nou en els períodes de l'Il-kanat i de la dinastia timúrida. Una característica de les cúpules emprades llavors fou l'ús d'alts tambors i diferents tipus de fulles dobles discontínues, així com de fulles triples i dels reforços interns. Ja avançada en l'Il-kanat, la cúpula persa arribà a la configuració final d'un suport estructural, una zona de transició, un tambor i la clovella, i l'evolució posterior es va limitar a variacions en la forma i geometria de la clovella. La construcció de torres funeràries hi va disminuir.
Les dues cúpules principals del període de l'Il-kanat són l'ara desaparegut Mausoleu de Mahmud Ghazan de Tabriz i el Mausoleu d'Öljeitü de Sultaniyya, aquest darrer construït per a rivalitzar-ne amb l'altre. Öljeitü fou el primer sobirà de Pèrsia que es declarà xiïta i va construir un mausoleu, amb la cúpula persa més gran, per a albergar els cossos d'Ali i Hussayn com un lloc de pelegrinatge. Això no va ocórrer i es va convertir en el seu propi mausoleu. La cúpula en té 50 m d'alçada i uns 25 metres de diàmetre i té el millor treball de teula i estuc d'aquest període. La prima cúpula de doble fulla o clovella estava reforçada per arcs entre les fulles.
Les torres funeràries d'aquest període, com la Tomba d'Abdas-Samad Esfahani de Natanz, a vegades tenen cúpules amb mocàrabs, tot i que solen ser petxines d'algeps que oculten les estructures subjacents. Les altes proporcions de la mesquita aljama de Varamin es devien principalment a l'augment de l'altura de la zona de transició, amb l'afegit d'una secció de setze costats per sobre de la zona principal de mocàrabs i trompes. La cúpula doble de 7,5 m d'amplària del Mausoleu d'Agha Soltan Bakht (1351–1352) és el primer exemple conegut en què les dues fulles de la cúpula tenen perfils prou diferents, i es va propagar ràpidament per tota la regió. Les clovelles interior i exterior tenien reforços radials i puntals entre si. Un exemple primerenc d'un recinte amb cúpula quasi totalment coberta amb taulells decoratius és el de la Mesquita del Divendres de Yazd (1364), així com alguns mausoleus de Shah-i-Zinda a Samarcanda. El creixement de tambors més alts continuà en el període timúrida.

### Dinastia timúrida (1370-1507)

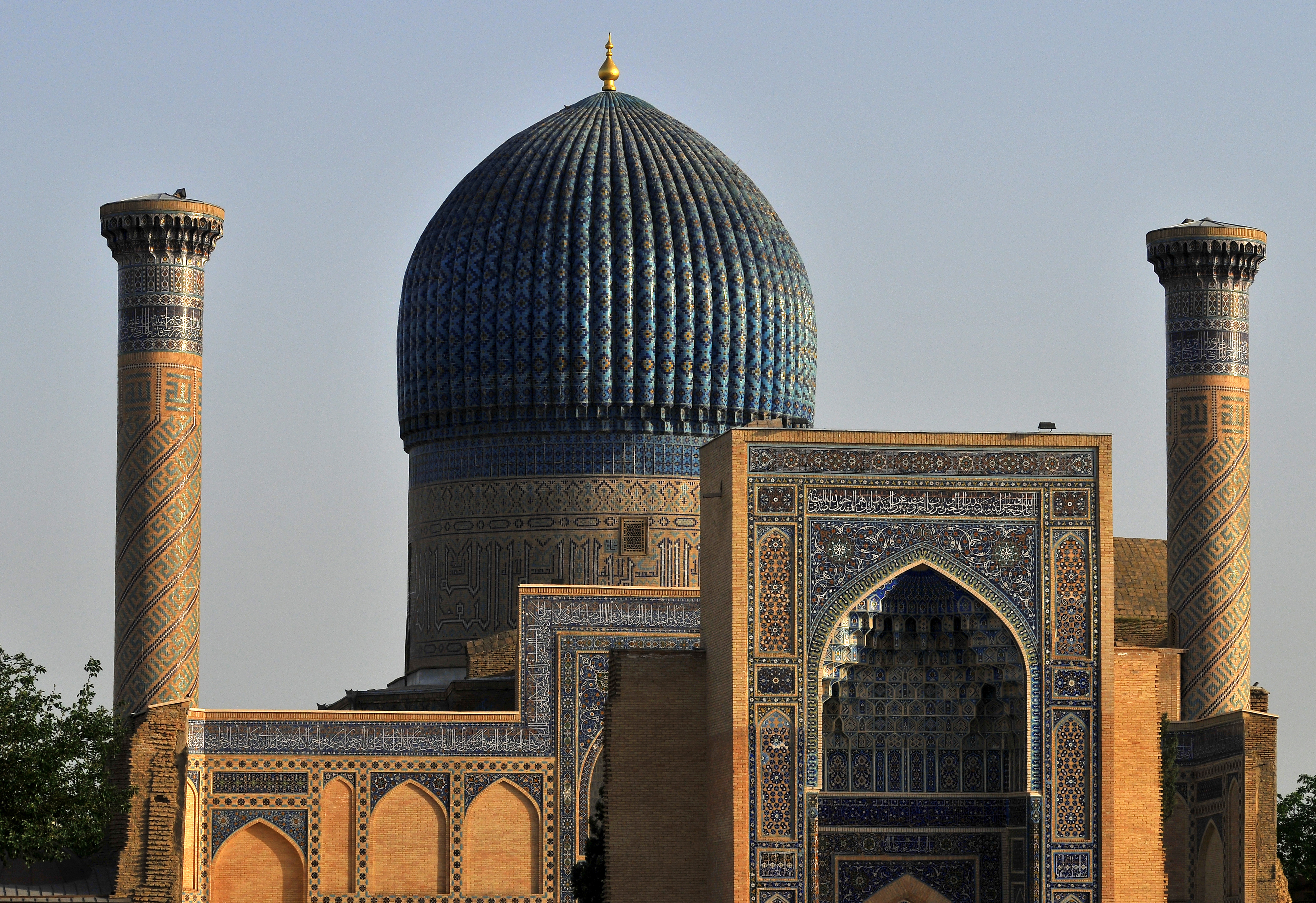
La cúpula de Gur-e Amir, sobre el Mausoleu de Khoja Ahmad Yasawi

En la capital de la dinastia timúrida de Samarcanda, els nobles i els governants dels segles XIV i XV començaren a construir tombes amb cúpula de doble fulla, amb tambors cilíndrics de maçoneria entre les clovelles. En el Gur-e Amir, aixecat per Tamerlà al voltant del 1404, un marc de fusta en la cúpula interior sosté la cúpula externa bulbosa. Les barres d'unió radials a la base de la cúpula bulbosa li donen un suport estructural afegit. Els anells de reforç de fusta i els de pedra units per filferros també s'hi empraren per a compensar els problemes estructurals per l'ús de tals tambors. Les seccions radials de les parets de rajola amb puntals de fusta es van utilitzar entre les clovelles de les cúpules dobles discontínues per a donar estabilitat estructural, a la fi del segle xiv.

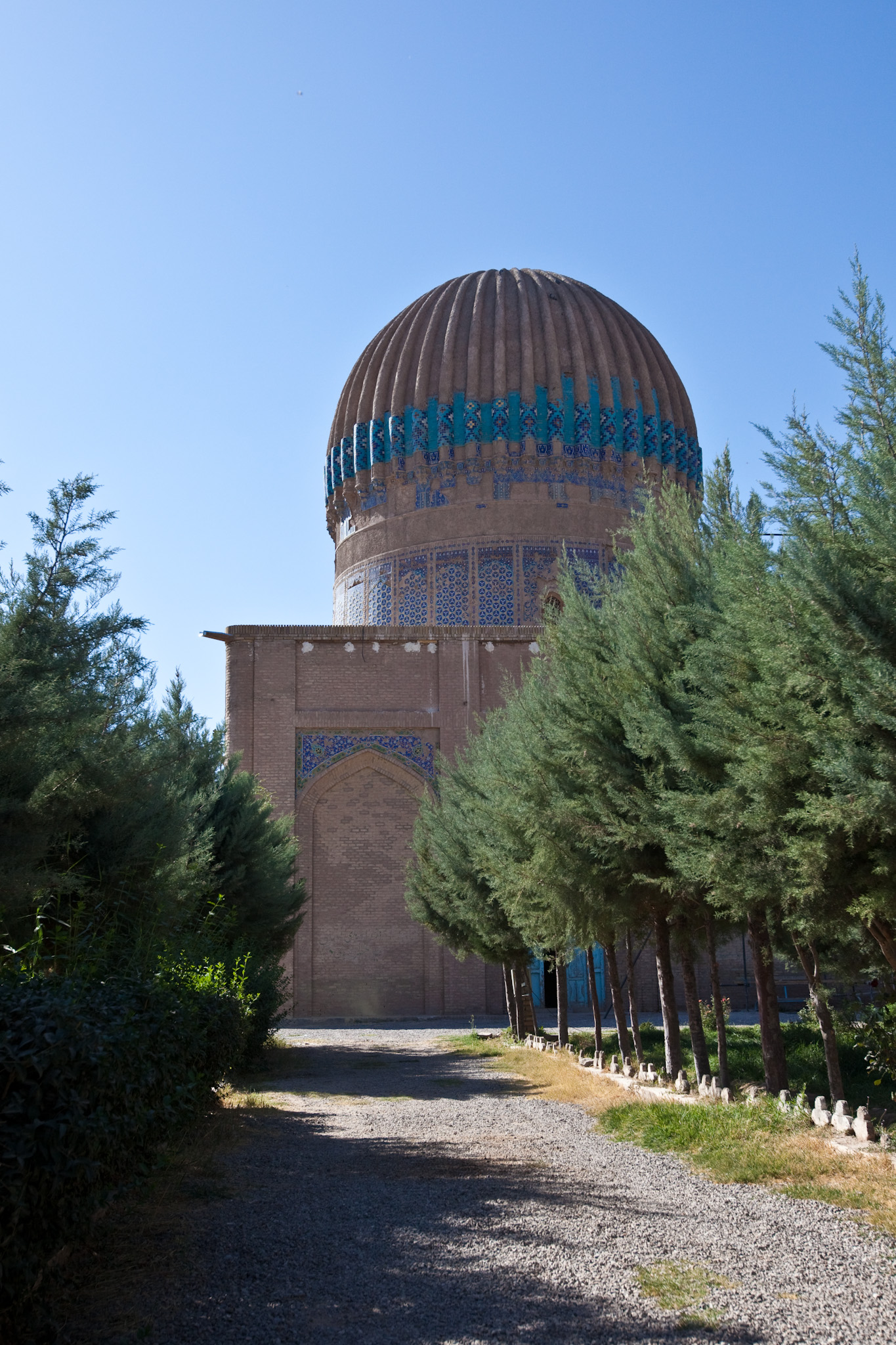
Cúpula del Mausoleu de Goharshad

Una miniatura pintada a Samarcanda mostra que les cúpules bulboses s'empraren per a cobrir petits pavellons de fusta a Pèrsia a la primeria del segle xv, i a poc a poc es feren populars. Les cúpules grans, bulboses i estriades en tambors alts, característiques de l'arquitectura timúrida del segle xv, foren la culminació de la tradició d'Àsia Central i l'Iran de cúpules altes amb revestiments de taulells en blau i altres colors. El Mausoleu de Khoja Ahmad Yasawi, situat al sud del Kazakhstan, mai no es va acabar pas, però té la cúpula de rajola més gran existent a l'Àsia Central: fa 18,2 metres de diàmetre i 28 m d'alt. L'exterior de la cúpula és cobert amb taulells hexagonals verds amb patrons daurats. Fou declarat Patrimoni de la Humanitat per la Unesco l'any 2003, el primer Patrimoni de la Humanitat del Kazakh.

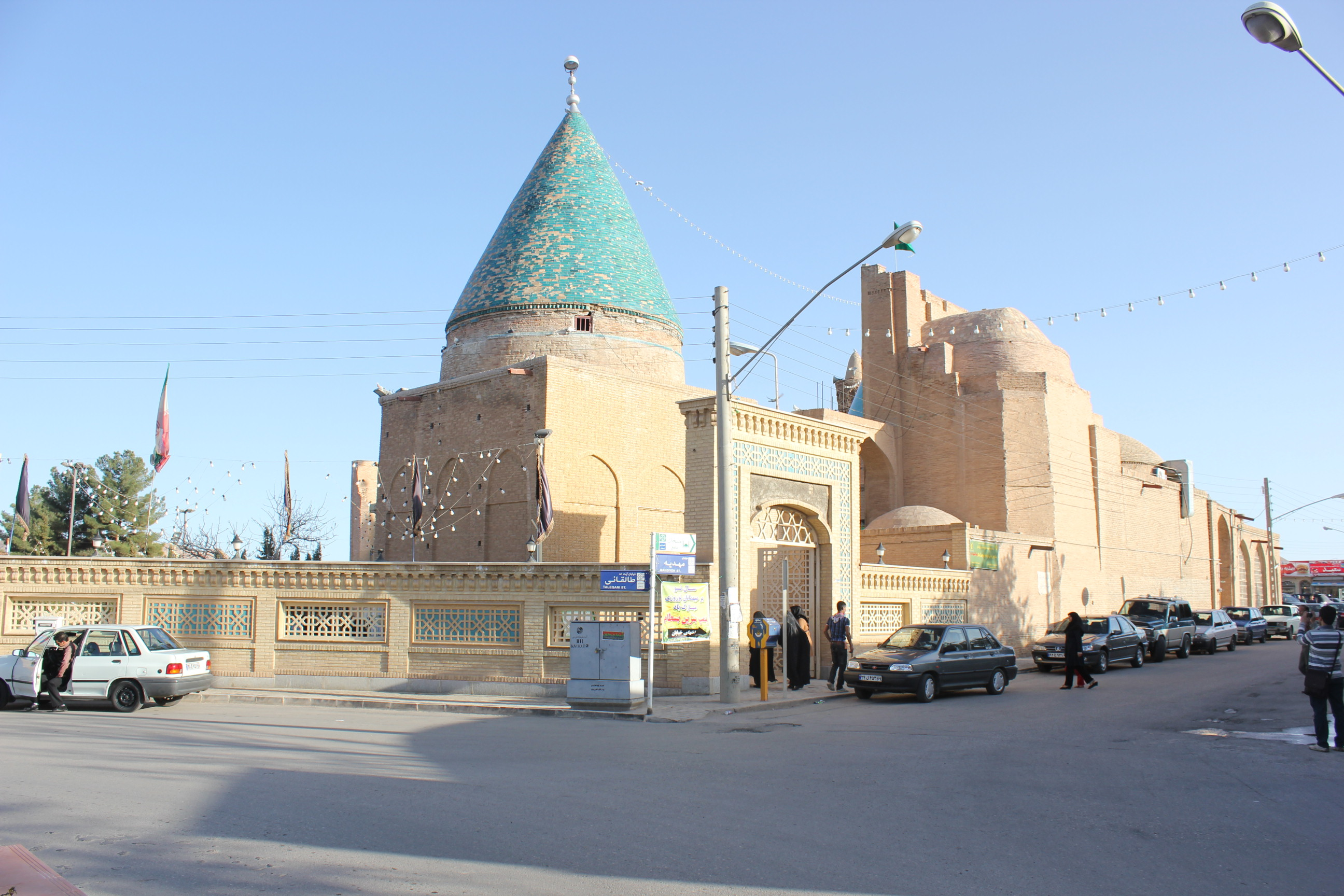
El Santuari Abu-Yazid al-Bistamí

Els mausoleus rares vegades es construïen com a edificis independents després del segle xiv; se solien associar a les madrasses en parells. Les cúpules d'aquestes madrasses, com les de la de Gawhar Shad (1417-1433) i la d'Atargerd (1436-1443), tenien interiors molt innovadors. Van fer servir arcs encreuats per a sostenir una cúpula interior més estreta que el pis de baix, un canvi que pot haver-se originat amb l'ús en el segle xiv de petites cúpules de llanternes sobre voltes transversals. La Madrassa de Gawhar Shad és també la primera cúpula de clovella triple. La cúpula central s'hi podria haver estat afegit com a reforç. Les cúpules de triple clovella són estranyes fora de l'era timúrida. La cúpula de la Mesquita Amir Chakhmaq (1437) té una coberta interior semicircular i un sistema avançat de reforços i puntals de fusta que suporten una coberta exterior apuntada poc fonda. Cal destacar-ne que la cúpula té un tambor circular amb dos nivells. Una altra cúpula de doble fulla de la primeria de la dinastia seljúcida en el Santuari d'Abu-Yazid al-Bistamí es canvià en el període timúrida afegint-hi una tercera clovella cònica sobre les dues voltes existents.
L'arquitectura uzbeka de l'àrea del voltant de la Transoxiana mantingué l'estil timúrida de cúpula. On les estances amb cúpula estaven envoltades per iwans axials i quarts de cantó en un pla octogonal, com en el Santuari de Parsa de Khwaja Abu Nasr (ca. 1598), proporcionaren el model per als mausoleus indis com la Tomba de Humayun a Delhi o el Taj Mahal. Alguns mercats porticats més antics (tīmcās) es poden trobar a Bukharà, de l'època dels xibànides.

### Dinastia safàvida (1501-1732)

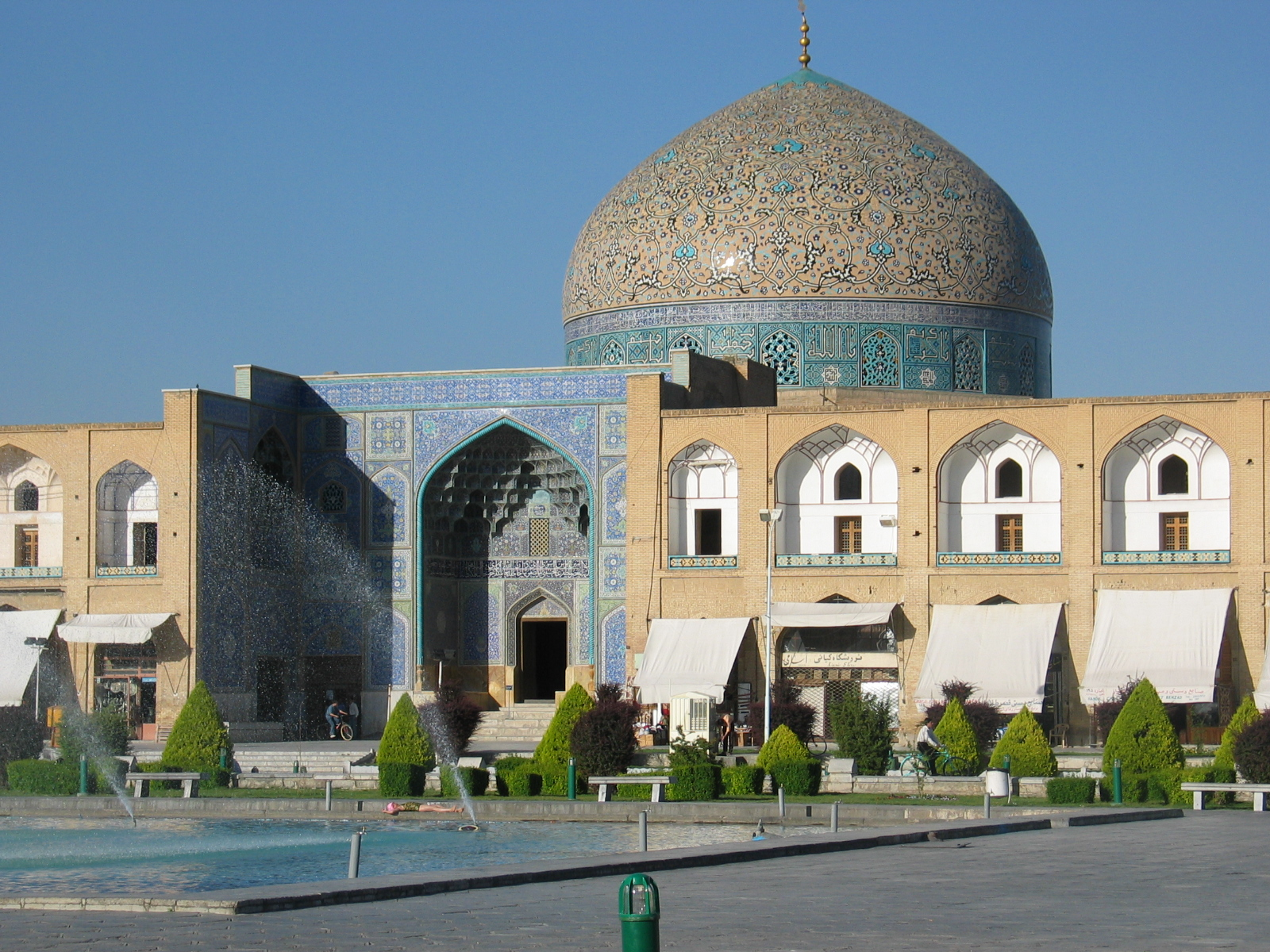
Vista de la Mesquita del xeic Lotf Allah

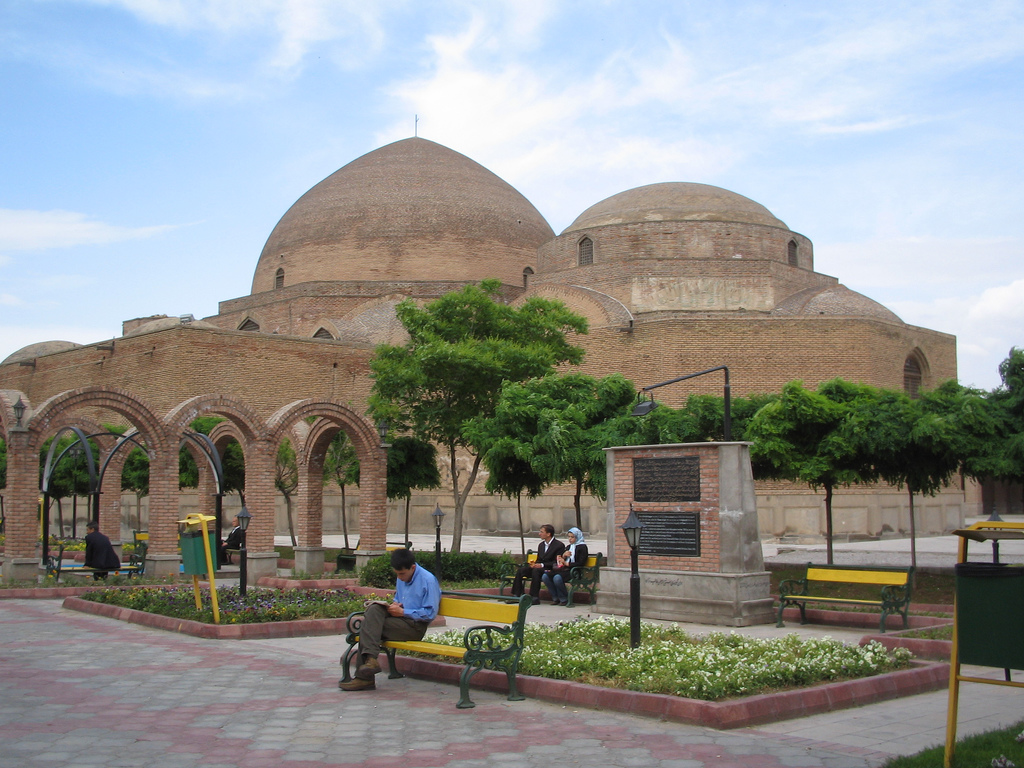
Mesquita Blava de Tabriz

La dinastia safàvida es considera la més gran de l'Imperi iranià des de la conquesta musulmana de Pèrsia. Les cúpules tenen un perfil bulbós característic i són la darrera generació de cúpules perses. Solen ser més primes que les cúpules anteriors i es decoren amb una varietat de taulells de colors i dissenys vegetals complicats.
- La cúpula de la Mesquita Blava de Tabriz fou construïda el 1465 per ordre de Jahān Xāh, rei de la dinastia Qara Qoyunlu. Tenia l'interior cobert amb «taulells hexagonals de color blau fosc amb or pintat».[3] La mesquita es danyà greument per un terratrèmol al 1779, del qual sols sobrevisqué l'iwan d'entrada. El 1973 se'n reconstruí amb supervisió del Ministeri de Cultura de l'Iran. El 9 d'agost del 2007 la Mesquita Blava fou inclosa en el Patrimoni de la Humanitat de l'Iran.[34]
- El Palau d'Ali Qapu s'edificà en el segle xvii davant la Mesquita del xeic Lotf Allah. Té petites cambres amb volta decorades amb vegetació artificial.
- La cúpula de la Mesquita del xeic Lotf Allah d'Esfahan (1603–1618), potser la cambra de cúpula persa per excel·lència, combina l'habitació quadrada amb la zona de transició i fa servir esbossos llisos com els de la dinastia seljúcida del període anterior. A forar, es barregen molts nivells d'arabesc esmaltat amb un fons de rajola sense esmaltar.
- Les cúpules de la Mesquita de l'Imam Khomeini i la Madrasa Mādar-e Šāh tenen un disseny exterior semblant sobre un fons de taulell blau clar.[3]
- La cúpula bulbosa de la Mesquita de l'Imam Khomeini, construïda des del 1611 fins al 1638, és una doble coberta discontínua de 33 m d'amplària i 52 m d'altura. El 1662 l'edifici s'hagué de reparar.[35] La mesquita figura en el revers del bitllet de 20.000 rials iranians.[36] Està registrada, juntament amb la Plaça de Naghsh-i Jahan, com a Patrimoni de la Humanitat de la UNESCO.[37]
- L'exemple més antic de la cúpula de ceba safàvida és al Mausoleu octogonal de Khwaja Rabi (1617-1622). Les cúpules dels safàvides influïren en les d'altres estils islàmics, com ara l'arquitectura mogol de l'Índia.

Cúpules de l'època de l'Imperi safàvida (1501-1732)
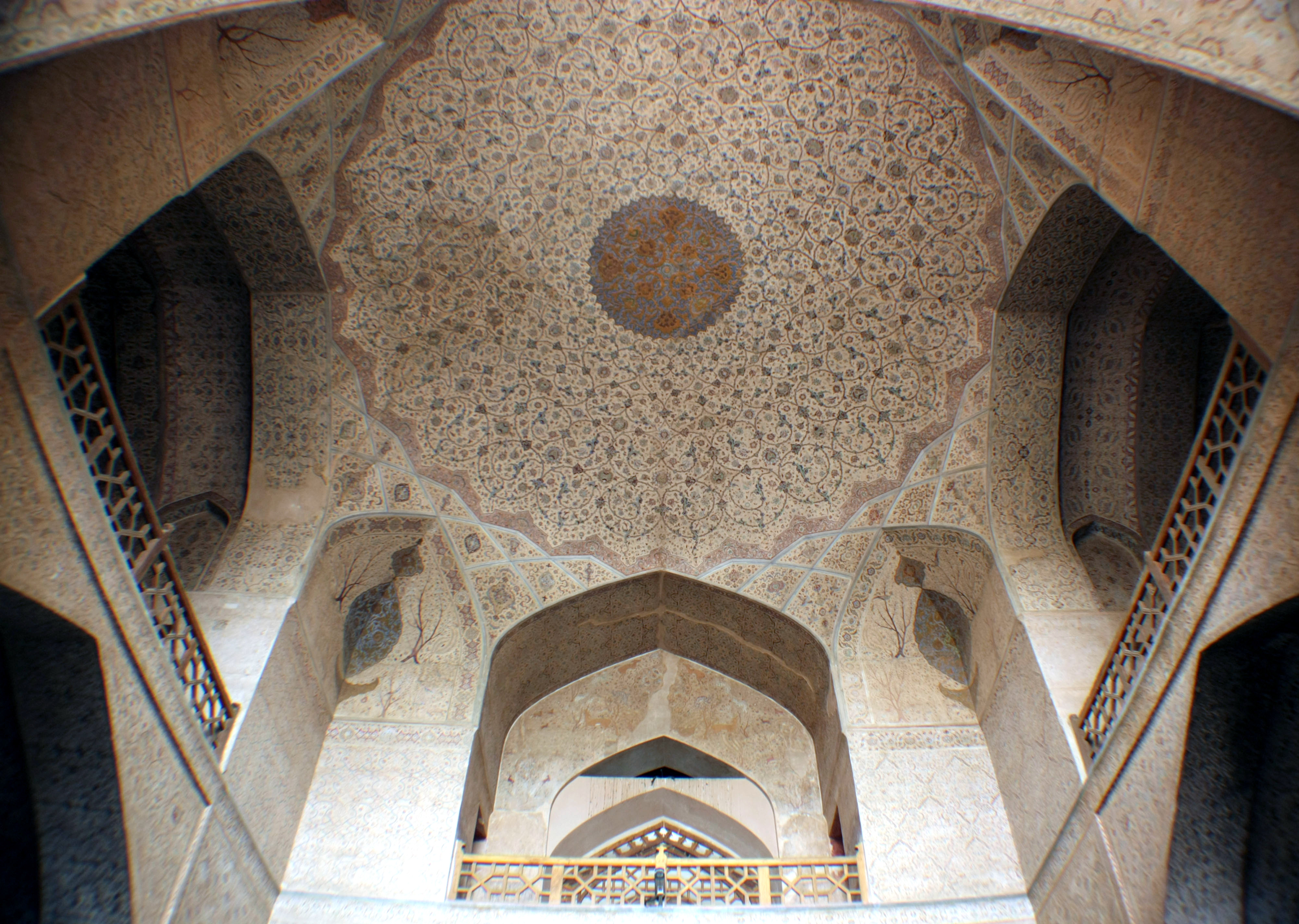
Interior de la cúpula del Palau d'Ali Qapu
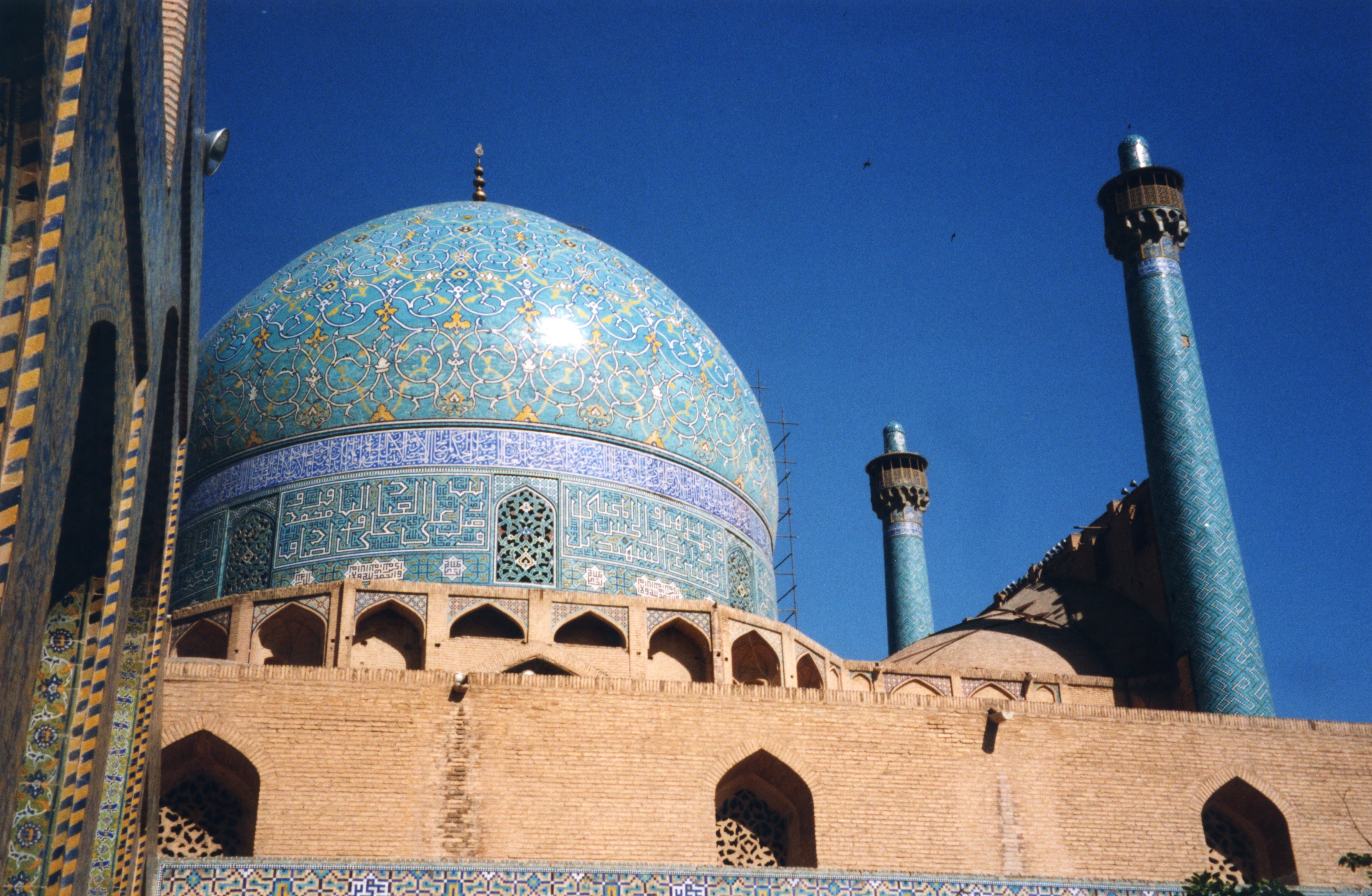
Cúpula de la Mesquita de l'Imam Khomeini
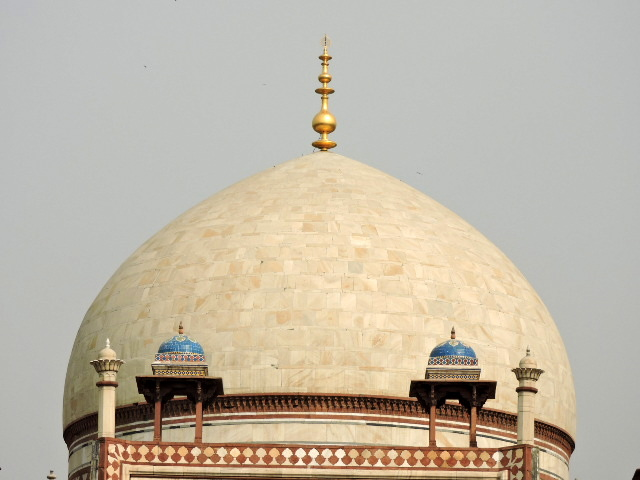
Una cúpula índia
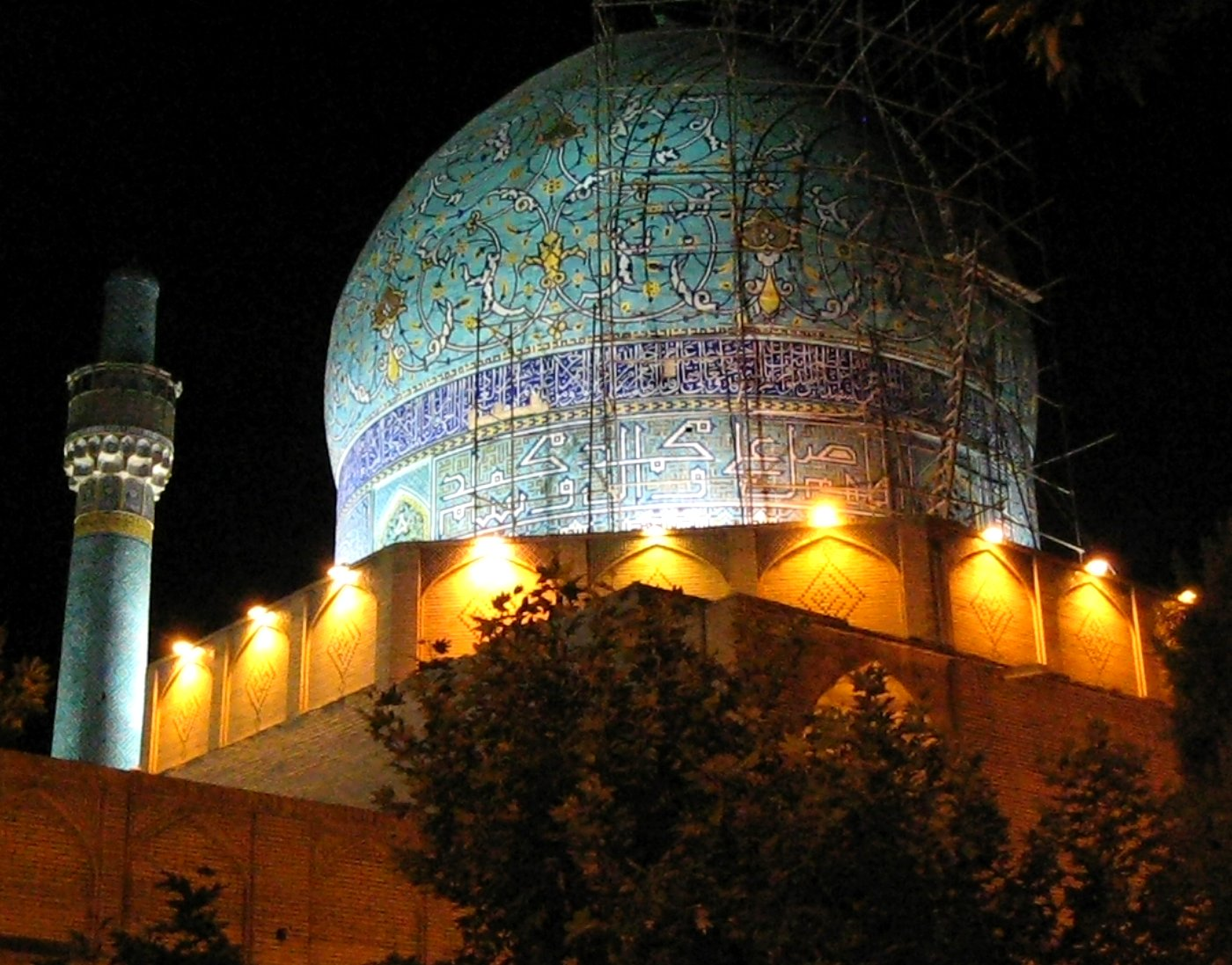
La cúpula de la Madrassa Madar-e Xa

### Dinastia Qajar (1779-1924)

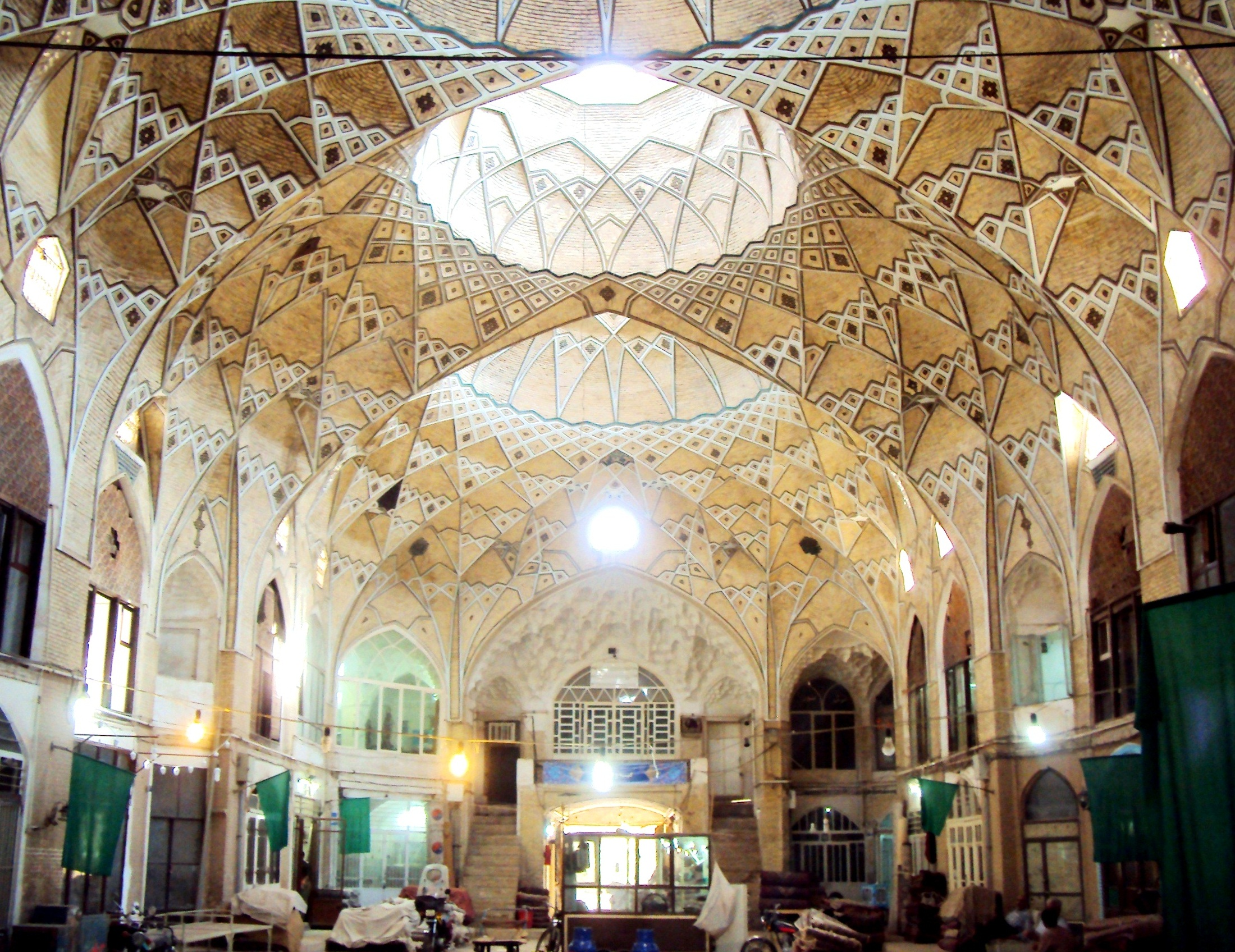
Interior de les cúpules del Basar de Qom (l'Iran)

Durant la dinastia Qajar el moviment cap a l'arquitectura moderna significà menys innovació en la construcció de cúpules. Se'n feren sobre madrasses, com la Madrasa Imam del 1848, o l'Escola Sultani, de Kaixan; tenen, però, una aparença prou simple i sense mosaics de taulells.
Els mercats coberts o basars (tīmcās) de Qom i Kaixan tenen una cúpula central i cúpules més menudes a cada costat fetes amb muqarnes. Un estil exagerat de cúpula de ceba en un tambor curt, com la de la Tomba de l'Emir Alí (1852–1853), aparegué per primera vegada durant el període Qajar. Les cúpules són importants en els mausoleus moderns, com ara les de les Tombes de Hafez, de Saʿdī, de Reza Shah i del Mausoleu de l'Aiatol·là Khomeini del segle xx.

Les cisternes amb volta i les cases de gel o yakhchal continuen sent comunes en el camp.

Cúpules de l'època de l'Imperi Qajar (1779-1924)
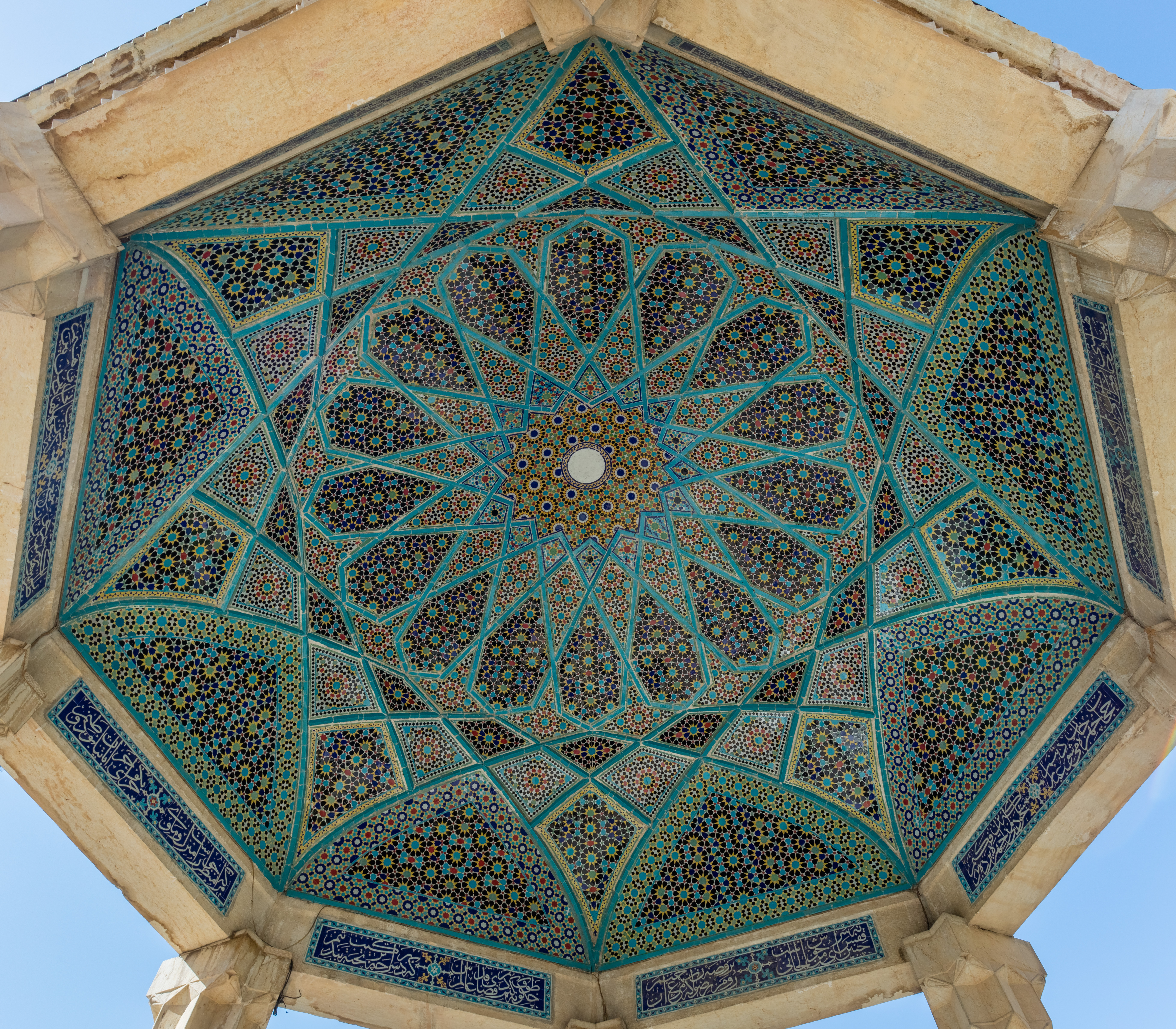
Cúpula del Mausoleu de Hafez
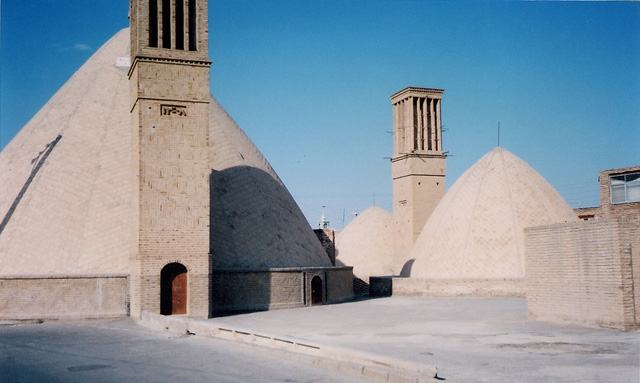
Exemple d'Ab Al-Anbar (cisterna)
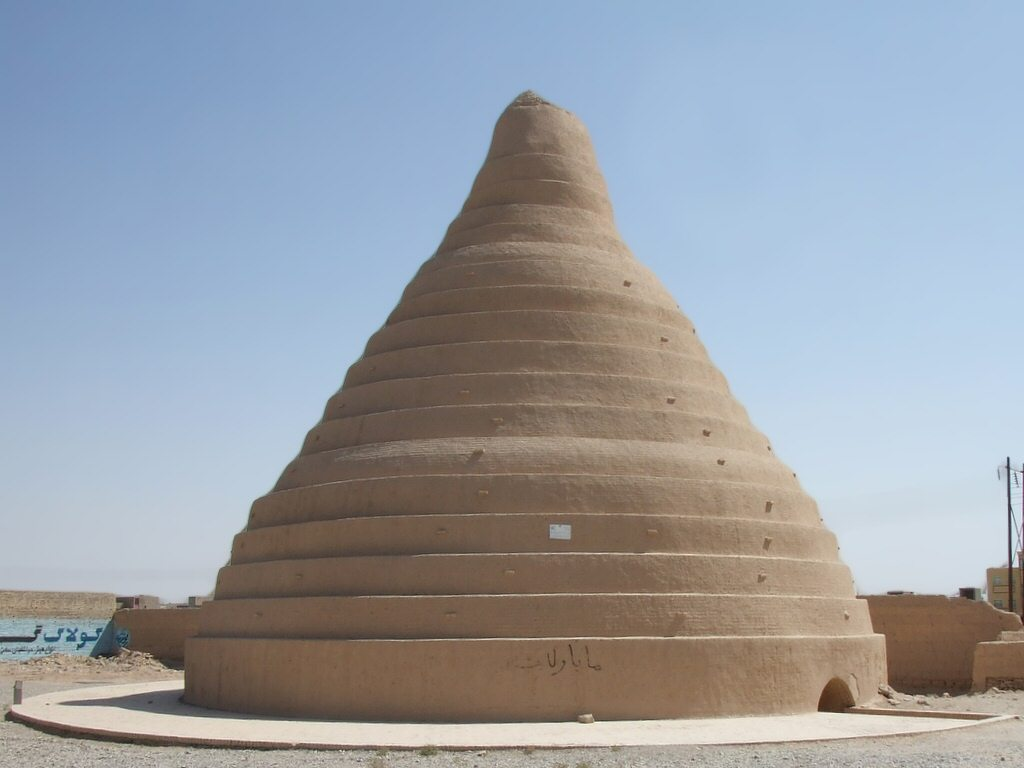
Yakhchal (gelateria) de Yazd